# Litauen
Litauen [ˈlɪtaʊ̯ən; selten: ˈliːtaʊ̯ən] (litauisch Lietuva, amtlich Republik Litauen, litauisch Lietuvos Respublika) ist der südlichste der drei baltischen Staaten. Er grenzt im Westen an die Ostsee und hat gemeinsame Grenzen mit Lettland, Belarus, Polen und Russland (Exklave Oblast Kaliningrad). Litauen ist sowohl von der Fläche als auch von der Einwohnerzahl das größte Land des Baltikums.
In den Jahren von etwa 1253 bis 1795 war Litauen ein Großfürstentum, ab 1569 als Polen-Litauen Teil einer Realunion. Mit der 3. Teilung Polens kam sein Gebiet 1795 an Russland und Preußen, das seinen Anteil 1807 an das Herzogtum Warschau und an Russland verlor, bis Litauen 1918 im Akt der Unabhängigkeitserklärung Litauens zur souveränen Republik wurde. Nach der sowjetischen Okkupation (1940), unterbrochen von der deutschen Besetzung (1941–1944), erlangte es 1990 die Unabhängigkeit zurück. Im Zuge der EU-Erweiterung 2004 wurde Litauen Mitgliedstaat der Europäischen Union und Mitglied der NATO. Seit dem 1. Januar 2015 ist Litauen das 19. Mitglied der Eurozone.
Litauen hat über drei Millionen Einwohner (Stand: 2025). Hauptstadt und größte Stadt Litauens ist Vilnius (612.000 Einwohner). Weitere Großstädte sind Kaunas (311.500), Klaipėda (165.000) und Šiauliai (117.000). Panevėžys ist die fünftgrößte Stadt mit 88.000 Einwohnern.

## Geographie
Litauen befindet sich im Süden des Baltikums. Die Zuordnung der Gesamtregion wiederum ist umstritten und wird neben geographischen Faktoren auch von historisch-kulturellen und politischen Aspekten beeinflusst. So wird das Baltikum sowohl Nordeuropa, Mitteleuropa (Ostmitteleuropa), Osteuropa und Nordosteuropa zugeordnet.
Litauen grenzt im Norden an Lettland, im Osten und Südosten an Belarus. Die Grenze zu Polen im Süden ist nur etwa 100 Kilometer lang. Sie gilt als die wichtigste Verbindung nach Mittel- und Westeuropa und ist als sogenannte Suwałki-Lücke von großer strategischer Bedeutung. Nach Südwesten schließt sich als Exklave die russische Oblast Kaliningrad an, die Grenze wird teilweise von der Memel gebildet. Im Westen liegt die Ostsee, zu der Litauen über den Hafen Klaipėda Zugang hat.
Geografen des Institut Géographique National, des nationalen Geographieinstituts Frankreichs, errechneten im Jahr 1989 den geographischen Mittelpunkt Europas und ermittelten eine Stelle im Dorf Purnuškės etwas nördlich von Vilnius.

### Geologie

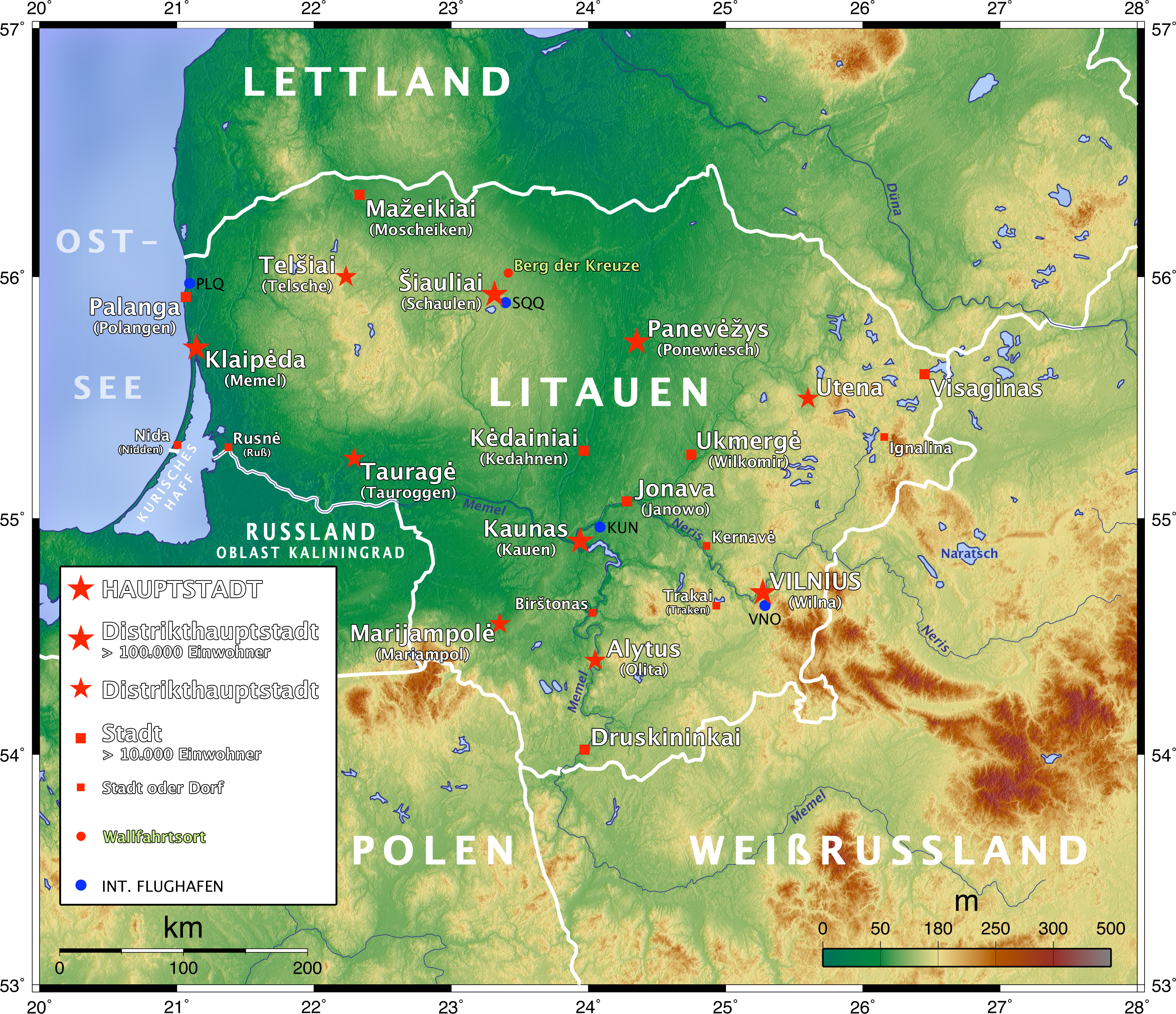
Topographie Litauens

Litauen liegt innerhalb der Osteuropäischen Plattform und ist daher tektonisch seit geologisch längerer Zeit relativ ruhig. Die Oberfläche wurde entscheidend durch die mehrmaligen Vorstöße des Inlandeises während des Eiszeitalters geprägt. Nur ganz vereinzelt stehen deshalb ältere Gesteine an der Erdoberfläche an. Landschaftlich gehört fast ganz Litauen zum Jungmoränenland, das vom Eis der letzten, der Weichseleiszeit überdeckt wurde. Vor 20.000 Jahren, auf dem Höhepunkt der Weichselvereisung, blieb lediglich ein kleiner Streifen im äußersten Südosten eisfrei.
Im Westen grenzt das Land mit Sandstränden an die Ostsee. Der Niederlitauische Landrücken im westlichen Teil Litauens gehört zum Baltischen Landrücken. Das Hügelland im Südosten gehört zum Belarussischen Höhenrücken. Hier liegen die mit 294 m höchsten Erhebungen Litauens (Aukštasis kalnas und Juozapinės kalnas). Die größten Flüsse sind Memel und Neris, die beide in Belarus entspringen. Im Nordosten befindet sich die Seenplatte von Hochlitauen. Zahlreiche Seen gibt es auch im Süden. Insgesamt nehmen Seen etwa 1,5 % der Landesfläche ein. Teile des Kurischen Haffs und der Kurischen Nehrung gehören ebenfalls zu Litauen.
Den größten Teil der Landesfläche nehmen landwirtschaftliche Nutzflächen ein. Knapp über 30 % der Fläche ist von Wäldern bedeckt und über 3 % von Mooren und Sümpfen. Die Fläche Litauens besteht aus 62.680 km² Land- und 2.620 km² Wasserfläche.

### Klima
|                       | Jan  | Feb  | Mär  | Apr  | Mai  | Jun  | Jul  | Aug  | Sep  | Okt  | Nov  | Dez  |   |      |
| Mittl. Tagesmax. (°C) | −2,6 | −1,4 | 3,5  | 10,7 | 17,9 | 21,0 | 22,2 | 21,9 | 16,7 | 10,8 | 4,0  | 0,0  | ⌀ | 10,5 |
| Mittl. Tagesmin. (°C) | −8,5 | −7,6 | −3,6 | 1,8  | 7,3  | 10,9 | 12,4 | 11,8 | 8,1  | 4,0  | −0,5 | −4,9 | ⌀ | 2,6  |
|                       |      |      |      |      |      |      |      |      |      |      |      |      |   |      |
| Niederschlag (mm)     | 39   | 31   | 35   | 42   | 55   | 69   | 80   | 78   | 56   | 45   | 53   | 47   | Σ | 630  |
|                       |      |      |      |      |      |      |      |      |      |      |      |      |   |      |
| Regentage (d)         | 18   | 14   | 14   | 13   | 13   | 13   | 14   | 13   | 15   | 15   | 17   | 19   | Σ | 178  |

| −8,5 |

| −7,6 |

| −3,6 |

| 1,8 |

| 7,3 |

| 10,9 |

| 12,4 |

| 11,8 |

| 8,1 |

| 4,0 |

| −0,5 |

| −4,9 |

| −8,5 |

| −7,6 |

| −3,6 |

| 1,8 |

| 7,3 |

| 10,9 |

| 12,4 |

| 11,8 |

| 8,1 |

| 4,0 |

| −0,5 |

| −4,9 |

Das Klima in Litauen ist ein gemäßigtes Kontinentalklima. Der an der Küste vorherrschende Westwind trägt warme und feuchte Luft von der Ostsee ins Landesinnere.
Wärmster Monat ist der Juli mit durchschnittlich 17 °C, kältester Monat der Januar mit durchschnittlich −5,1 °C. Die Jahresdurchschnittstemperatur liegt bei 6,2 °C.
Die mittlere jährliche Niederschlagsmenge liegt bei 661 mm, im Südwesten deutlich darüber, im Norden darunter.

### Umwelt
Es gibt über 200 Naturschutzgebiete verschiedener Bestimmung und verschiedenen Ranges in Litauen. Dazu gehören fünf Nationalparks, sieben Schutzgebiete nach der Ramsar-Konvention, vier Totalreservate und dreißig Regionalparks. Über 14 % der Landesfläche werden von Naturschutzgebieten eingenommen, wie etwa dem Gebiet Praviršulio tyrelis. Ein unter Moorkundlern sehr bekanntes Hochmoor ist das Moor Aukštumala zwischen Sowetsk und Klaipėda, da es weltweit das erste Moor war, dem eine spezielle Monographie (C. A. Weber, 1902) gewidmet war. Während der westliche Teil noch sehr gut erhalten ist, wird im östlichen Teil von einer Tochtergesellschaft des deutschen Konzerns Klasmann-Deilmann großflächig Torf abgebaut. Das Hochmoor ist Teil des Regionalparks Memel-Delta. Oberlitauen (Aukštaitija) ist teils sehr hügelig und seenreich, im Zentrum dieser Gegend liegt der Nationalpark Aukštaitija.

## Bevölkerung

### Demografie
Litauen hatte 2023 2,9 Millionen Einwohner. Das jährliche Bevölkerungswachstum betrug + 1,4 %. Trotz eines Sterbeüberschusses (Geburtenziffer: 7,8 pro 1000 Einwohner vs. Sterbeziffer: 15,1 pro 1000 Einwohner) wuchs die Bevölkerung durch Migration. Die Anzahl der Geburten pro Frau lag 2022 statistisch bei 1,3, die der Europäischen Union betrug 1,5. Die Lebenserwartung der Einwohner Litauens ab der Geburt lag 2022 bei 75,8 Jahren. Der Median des Alters der Bevölkerung lag im Jahr 2021 bei 43,7 Jahren. Im Jahr 2023 waren 15,4 Prozent der Bevölkerung unter 15 Jahren, während der Anteil der über 64-Jährigen 21,2 Prozent der Bevölkerung betrug.
Im Jahr 2023 lebten 69 Prozent der Einwohner Litauens in Städten. Seit dem Ende des Zweiten Weltkriegs hat Litauen einen rasanten Wandel zu einer urbanen Gesellschaft erlebt. 1959 lebten noch drei Fünftel (60 %) der Bevölkerung auf dem Land, 1970 war das Verhältnis ausgeglichen, und 1990 war das Verhältnis von zwei Dritteln städtischer Bevölkerung zu einem Drittel Landbevölkerung erreicht.

### Migration
Etwa 15.100 Litauer wanderten von Januar bis August 2012 in ein anderes Land aus. Die Mehrheit davon sind junge Erwachsene. Sie sehen im Ausland eine größere Chance auf dem Arbeitsmarkt als in Litauen. Die Zielländer sind europäische Staaten wie das Vereinigte Königreich, Irland, Norwegen, Schweden und Dänemark. Im Jahre 2017 waren in Litauen selbst 4,3 % der Bevölkerung im Ausland geboren. Der Trend hat sich geändert und seit dem Jahr 2018 immigrieren mehr Menschen nach Litauen als emigrieren, auch dank sehr schneller Verbesserung der ökonomischen Situation.
Schätzungen zufolge leben oder arbeiten etwa 200.000 Litauer im westlichen Ausland, ohne dass die litauischen Meldebehörden hiervon offizielle Kenntnis haben. Nach statistischen Angaben haben seit dem Jahr 2005 über 218.000 Menschen offiziell das Land verlassen; bei einer Zuwanderung von gut 60.000, ein Wanderungsverlust von knapp 158.000 Menschen, was mehr als 3 % der Bevölkerung entspricht. Das litauische Statistikamt gibt die inoffizielle Abwanderungsrate für die Jahre 2001 bis 2007 mit etwa 112.000 Personen an. Seither stellen Litauer stets 85 % der Auswanderer, 2001 war weniger als die Hälfte litauischer Staatsangehörigkeit. Andersherum stellen die Litauer seit 2005 etwa 70 % der Einwanderer, während es 2001 nur 15 % waren. Infolge der positiven wirtschaftlichen Entwicklung in Litauen hat die (offizielle) Immigration aus dem Nachbarland Belarus zugenommen, liegt aber weiterhin deutlich unter 1000 Personen im Jahr, im Saldo bei unter 500 Personen. In den Jahren 2009 und 2010 gab es einen markanten Unterschied: So haben 2009 nur 22.000 Menschen das Land verlassen, 2010 hingegen 84.000 Menschen. 2011 gab es einen Rückgang: 54.000 Menschen haben das Land verlassen, 16.000 sind dagegen eingewandert. 2013 wanderten 39.000, im nächsten Jahr 36.600 und 2015 sogar 44.500 Menschen aus. Im Jahr 2016 emigrierten 51.000 Litauer,
2017 sogar 57.200.
Die Gesamtzahl der Einwohner sank von 1990 bis 2017 wegen der Emigration von 3,7 auf 2,8 Mio. (2017 gab es 1,4 % weniger und 2018 0,5 % weniger ständiger Einwohner).
2018 immigrierten 12.300 Personen, davon 5.700 aus der Ukraine, 26 % aus Belarus und 6 % aus Russland. Auch nach dem Brexit ist das Vereinigte Königreich das beliebteste Auswanderungsziel der Litauer. An zweiter Stelle folgt die Ukraine und an der dritten Belarus. Nach dem russischen Überfall auf die Ukraine im Februar 2022 suchten zahlreiche Ukrainer in Litauen Zuflucht. Am 26. August 2022 gab die litauische Migrationsbehörde an, dass das Land bis dahin 60.000 ukrainische Flüchtlinge aufgenommen hat. Demzufolge waren damals bereits 2,5 % der Bevölkerung Litauens Kriegsflüchtlinge aus der Ukraine.

### Bevölkerungsstruktur
Der mit Abstand größte Teil der Bevölkerung besteht aus Litauern. Jedoch gibt es im Land auch nationale Minderheiten, überwiegend Slawen. Die polnische Minderheit in Litauen, die vor allem im Bezirk Vilnius lebt, ist teilweise seit über hundert Jahren ansässig.
Die in Resten vorhandene, zahlenmäßig geringer werdende deutsche Minderheit in Litauen („Litauendeutsche“) blieb in ihrer langen Geschichte im Unterschied zu den Deutsch-Balten ohne größere historische, politische, kulturelle und wirtschaftliche Bedeutung. Die weitgehende Umsiedlung der Litauendeutschen nach Deutschland im Frühjahr 1941 war eine Folge des Hitler-Stalin-Paktes.
Russen kamen zumeist während und nach dem Zweiten Weltkrieg nach Litauen, als das Land Teil der Sowjetunion war. Die russischsprachige Bevölkerung in Litauen, die nach den Polen die zweitgrößte Minderheit darstellt, konzentriert sich auf die Hauptstadt Vilnius (vor allem den Stadtteil Naujoji Vilnia), die Hafenstadt Klaipėda (Memel), die Region Mažoji Lietuva (Kleinlitauen) und auf Industriestandorte wie Elektrėnai und Visaginas.
| Bevölkerung von Litauen nach ethnischer Gruppe 1959–2021 | Bevölkerung von Litauen nach ethnischer Gruppe 1959–2021 | Bevölkerung von Litauen nach ethnischer Gruppe 1959–2021 | Bevölkerung von Litauen nach ethnischer Gruppe 1959–2021 | Bevölkerung von Litauen nach ethnischer Gruppe 1959–2021 | Bevölkerung von Litauen nach ethnischer Gruppe 1959–2021 | Bevölkerung von Litauen nach ethnischer Gruppe 1959–2021 | Bevölkerung von Litauen nach ethnischer Gruppe 1959–2021 | Bevölkerung von Litauen nach ethnischer Gruppe 1959–2021 | Bevölkerung von Litauen nach ethnischer Gruppe 1959–2021 | Bevölkerung von Litauen nach ethnischer Gruppe 1959–2021 | Bevölkerung von Litauen nach ethnischer Gruppe 1959–2021 | Bevölkerung von Litauen nach ethnischer Gruppe 1959–2021 | Bevölkerung von Litauen nach ethnischer Gruppe 1959–2021 | Bevölkerung von Litauen nach ethnischer Gruppe 1959–2021 |
| Ethnische Gruppe                                         | Zensus 1959                                              | Zensus 1959                                              | Zensus 1970                                              | Zensus 1970                                              | Zensus 1979                                              | Zensus 1979                                              | Zensus 1989                                              | Zensus 1989                                              | Zensus 2001                                              | Zensus 2001                                              | Zensus 2011                                              | Zensus 2011                                              | Zensus 2021                                              | Zensus 2021                                              |
| Ethnische Gruppe                                         | Anzahl                                                   | %                                                        | Anzahl                                                   | %                                                        | Anzahl                                                   | %                                                        | Anzahl                                                   | %                                                        | Anzahl                                                   | %                                                        | Anzahl                                                   | %                                                        | Anzahl                                                   | %                                                        |
| -------------------------------------------------------- | -------------------------------------------------------- | -------------------------------------------------------- | -------------------------------------------------------- | -------------------------------------------------------- | -------------------------------------------------------- | -------------------------------------------------------- | -------------------------------------------------------- | -------------------------------------------------------- | -------------------------------------------------------- | -------------------------------------------------------- | -------------------------------------------------------- | -------------------------------------------------------- | -------------------------------------------------------- | -------------------------------------------------------- |
| Litauer                                                  | 2.150.767                                                | 79,3                                                     | 2.506.751                                                | 80,1                                                     | 2.712.233                                                | 80,0                                                     | 2.924.251                                                | 79,6                                                     | 2.907.293                                                | 83,4                                                     | 2.561.314                                                | 84,2                                                     | 2.378.118                                                | 84,6                                                     |
| Polen                                                    | 230.107                                                  | 8,5                                                      | 240.203                                                  | 7,7                                                      | 247.022                                                  | 7,3                                                      | 257.994                                                  | 7,0                                                      | 234.989                                                  | 6,7                                                      | 200.317                                                  | 6,6                                                      | 183.421                                                  | 6,5                                                      |
| Russen                                                   | 231.014                                                  | 8,5                                                      | 267.989                                                  | 8,6                                                      | 303.493                                                  | 8,9                                                      | 344.455                                                  | 9,4                                                      | 219.789                                                  | 6,3                                                      | 176.913                                                  | 5,8                                                      | 141.122                                                  | 5,0                                                      |
| Belarussen                                               | 30.256                                                   | 1,1                                                      | 45.412                                                   | 1,5                                                      | 57.584                                                   | 1,7                                                      | 63.169                                                   | 1,7                                                      | 42.866                                                   | 1,2                                                      | 36.227                                                   | 1,2                                                      | 28.183                                                   | 1,0                                                      |
| Ukrainer                                                 | 17.692                                                   | 0,7                                                      | 25.099                                                   | 0,8                                                      | 31.982                                                   | 0,9                                                      | 44.789                                                   | 1,2                                                      | 22.488                                                   | 0,6                                                      | 16.423                                                   | 0,5                                                      | 14.168                                                   | 0,5                                                      |
| Juden                                                    | 24.667                                                   | 0,9                                                      | 23.538                                                   | 0,8                                                      | 14.691                                                   | 0,4                                                      | 12.390                                                   | 0,3                                                      | 4.007                                                    | 0,1                                                      | 3.050                                                    | 0,1                                                      | 2.256                                                    | 0,1                                                      |
| Tataren                                                  | 3.020                                                    | 0,1                                                      | 3.454                                                    | 0,1                                                      | 3.984                                                    | 0,1                                                      | 5.135                                                    | 0,1                                                      | 3.235                                                    | 0,1                                                      | 2.793                                                    | 0,1                                                      | 2.142                                                    | 0,1                                                      |
| Deutsche                                                 | 11.166                                                   | 0,4                                                      | 1.904                                                    | 0,1                                                      | 2.616                                                    | 0,1                                                      | 2.058                                                    | 0,1                                                      | 3.243                                                    | 0,1                                                      | 2.418                                                    | 0,1                                                      | 1.977                                                    | 0,1                                                      |
| Roma                                                     | 1.238                                                    | 0,1                                                      | 1.880                                                    | 0,1                                                      | 2.306                                                    | 0,1                                                      | 2.718                                                    | 0,1                                                      | 2.571                                                    | 0,1                                                      | 2.115                                                    | 0,1                                                      | 2.251                                                    | 0,1                                                      |
| Letten                                                   | 6.318                                                    | 0,2                                                      | 5.063                                                    | 0,2                                                      | 4.354                                                    | 0,1                                                      | 4.229                                                    | 0,1                                                      | 2.955                                                    | 0,1                                                      | 2.025                                                    | 0,1                                                      | 1.572                                                    | 0,1                                                      |
| Esten                                                    | 352                                                      | 0,0                                                      | 551                                                      | 0,0                                                      | 546                                                      | 0,0                                                      | 598                                                      | 0,0                                                      | 400                                                      | 0,0                                                      | 314                                                      | 0,0                                                      | 233                                                      | 0,0                                                      |
| Lipka-Tataren                                            | 423                                                      | 0,0                                                      | 388                                                      | 0,0                                                      | 352                                                      | 0,0                                                      | 289                                                      | 0,0                                                      | 273                                                      | 0,0                                                      | 241                                                      | 0,0                                                      | n/a                                                      | n/a                                                      |
| Andere oder unspezifiert                                 | 4.425                                                    | 0,2                                                      | 6.004                                                    | 0,2                                                      | 10.327                                                   | 0,3                                                      | 12.727                                                   | 0,3                                                      | 40.136                                                   | 1,2                                                      | 39.279                                                   | 1,3                                                      | 55.318                                                   | 2,0                                                      |
| Gesamt                                                   | 2.711.445                                                | 2.711.445                                                | 3.128.236                                                | 3.128.236                                                | 3.391.490                                                | 3.391.490                                                | 3.674.802                                                | 3.674.802                                                | 3.483.972                                                | 3.483.972                                                | 3.043.429                                                | 3.043.429                                                | 2.810.761                                                | 2.810.761                                                |

Daneben leben in Litauen (2011) noch:
- 1.233 Armenier (1989: 1.655)
- 648 Aserbaidschaner (1989: 1314)
- 540 Moldauer (1989: 1.450)
- 372 Georgier (1989: 658)
- 3.508 Personen anderer Nation (1989: 7.595)

Die kleinste Minderheit stellen die Karäer, ein sich zum Judentum bekennendes Turkvolk, dar, das überwiegend in Trakai siedelt und noch etwa 241 Menschen zählt (1989: 289). Knapp 33.000 Einwohner (1 % der Befragten) geben keine Volkszugehörigkeit an.

### Sprachen

Die polnischsprachige Minderheit in Litauen lebt vor allem in der Umgebung von Vilnius (poln. Wilno)

Litauisch als Muttersprache sprechen etwa 2.694.000 Einwohner (inklusive der Sprecher des Schemaitischen). Das Litauische gehört zu den baltischen Sprachen, zu denen auch das Lettische zählt. Litauisch gilt in manchen Merkmalen als besonders archaisch und wird daher der rekonstruierten indoeuropäischen Ursprache als besonders nahestehend eingeordnet.
- Polnisch sprechen ca. 358.000,
- Russisch ca. 344.000,
- Belarussisch ca. 63.000,
- Ukrainisch ca. 45.000,
- Tatarisch ca. 5.100,
- Lettisch ca. 5.000,
- Karaimisch ca. 300.

In Klaipėda (Memel) und auf der Kurischen Nehrung finden sich noch einige Litauer, die Deutsch sprechen. Polnisch ist im östlichen Teil, besonders in den ländlichen Regionen um Vilnius und im Gebiet um die Ortschaft Dieveniškės, häufig anzutreffen, da dort trotz der Vertreibungen nach dem Zweiten Weltkrieg eine große polnische Minderheit verblieben ist. Durch die lange Präsenz des Russischen in Litauen hat sich das von den Polen gesprochene Polnisch teilweise mit russischen Wörtern und Ausdrücken vermischt, das nun als litauisches Polnisch gesprochen wird.
Während Russisch bei älteren Litauern (über 40 Jahre) noch als Lingua Franca gilt, übernimmt bei den Jüngeren nunmehr das Englische diese Rolle.

### Religion

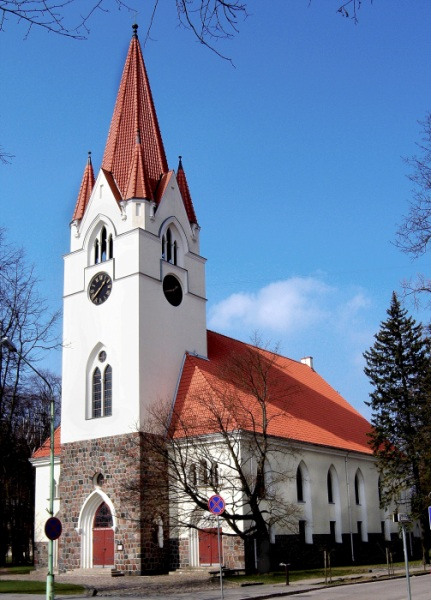
Evangelisch-lutherische Kirche Šilutė

Der Großteil der Litauer (2011: 77 %) ist römisch-katholisch und gehört der Katholischen Kirche in Litauen an, etwa 4,1 % sind russisch-orthodox. Etwa 1,9 % gehören zur Evangelisch-Lutherischen Kirche in Litauen und 0,2 % (7000 Mitglieder) gehören zur Evangelisch-Reformierten Kirche in Litauen. Laut einer Umfrage vom Oktober 2008 bezeichnen sich gut zwei Drittel der befragten Katholiken als den Glauben praktizierend. 10 % aller Befragten sahen sich als nicht gläubig. Eine Beteiligung der (katholischen) Kirche an der Gesetzgebung oder Wortmeldung zu aktuellen Themen oder Wahlempfehlungen lehnt die überwiegende Mehrheit ab (75–80 %, je nach Fragestellung).
Vilnius ist der Sitz eines Apostolischen Nuntius, der als diplomatischer Vertreter des Papstes für Estland, Lettland und Litauen zuständig ist. Es leben etwa 21.000 (0,6 %) Muslime in Litauen sowie etwa 3.000 Zeugen Jehovas. Rund 4.000 Litauer bekennen sich zur neuheidnischen Romuva-Bewegung, die offiziell als Religionsgemeinschaft anerkannt ist.
Der Anteil der jüdischen Bevölkerung in Litauen betrug vor dem Zweiten Weltkrieg etwa 9 %, Vilnius galt zeitweise als das Jerusalem des Nordens. Während der deutschen Besetzung Litauens 1941 bis 1944 wurden über 90 % der jüdischen Einwohner ermordet.
Eine repräsentative Umfrage im Auftrag der Europäischen Kommission im Rahmen des Eurobarometers ergab im Jahr 2020, dass für 37 Prozent der Menschen in Litauen Religion wichtig ist, für 31 Prozent ist sie weder wichtig noch unwichtig und für 32 Prozent ist sie unwichtig.

### Gesundheit
Die Gesundheitsausgaben des Landes betrugen im Jahr 2022 7,5 % des Bruttoinlandsprodukts. Im Jahr 2019 praktizierten in Litauen 44,8 Ärztinnen und Ärzte je 10.000 Einwohner. Die Sterblichkeit bei unter Fünfjährigen betrug 2022 3,5 pro 1000 Lebendgeburten. Die Lebenserwartung der Einwohner Litauens ab der Geburt lag 2022 bei 75,8 Jahren (Frauen: 80,3, Männer: 71,5). Die Lebenserwartung stieg von 72 Jahren im Jahr 2000 bis 2022 um 5 %.

## Geschichte

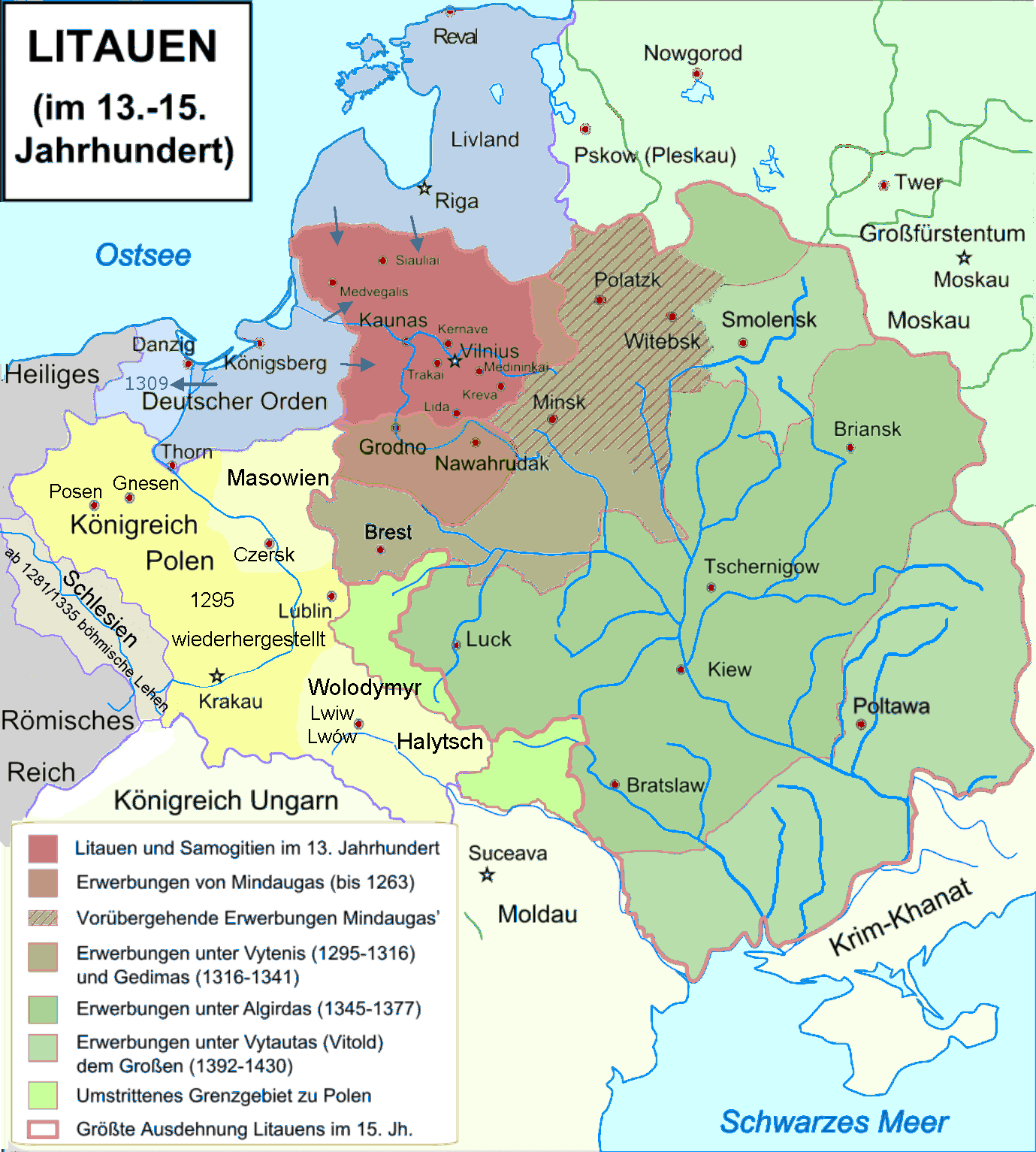
Litauens Expansion nach Südosten unter den Großherzögen Mindaugas I. Vytenis, Algirdas und Vytautas – die territoriale Entwicklung im Spätmittelalter

Baltische Stämme besiedelten das Gebiet ab dem 3. Jahrtausend vor Christus. Fürst Mindaugas, der sich 1253 vom Papst abgesegnet sogar zum König krönen ließ, brachte die Nachbarstämme mit militärischer Gewalt unter seine Hoheit. Sein Fürstentum/Königreich umfasste bei seinem Tod 1263 in etwa das Gebiet des heutigen Litauens. Die Reichsbildung erfolgte gerade noch zeitig genug, um den von Norden und Süden vordringenden Rittern des Deutschen Ordens erfolgreich Widerstand leisten zu können.
Parallel dazu erfolgte bereits im 14. Jahrhundert die Expansion nach Osten. Aus dem Zerfall der alten Kiewer Rus nach dem Mongolensturm bis 1240 hatten sich mehrere Nachfolgefürstentümer entwickelt. Durch den Deutschen Orden wurde Litauen an einer expansiven Westpolitik gehindert, während die Ostflanke durch den Mongolensturm offen lag. In dieses Machtvakuum stieß nun das Großfürstentum Litauen vor und geriet mit der Eroberung von Kiew (nach 1362) in die Konkurrenz zum Großfürstentum Moskau um die Vorherrschaft unter den Teilfürstentümern der Rus. Die litauische Ostexpansion fand ihren Höhepunkt in der ersten Hälfte des 15. Jahrhunderts.
Großfürst Jogaila übernahm 1386 durch Heirat und den Übertritt zum Christentum (nach Mindaugas’ Tod 1263 war Litauen wieder heidnisch „geworden“) die polnische Königskrone und gründete damit die Polnisch-Litauische Personalunion. Jogaila (polnisch: Jagiełło) begründete zudem das Herrschergeschlecht der Jagiellonen. Nach der siegreichen Schlacht bei Tannenberg 1410 wurde die Bedrohung durch den Deutschen Orden endgültig beseitigt. Diese Schlacht wurde von einem vereinten polnisch-litauischen Heer gewonnen.

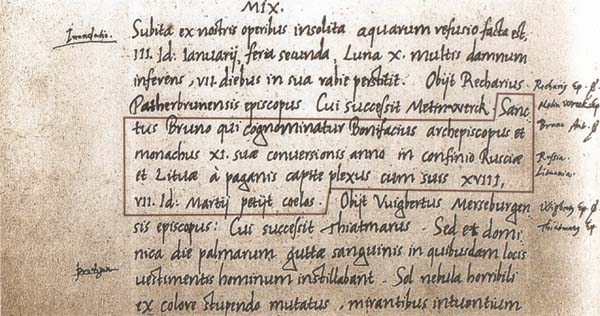
Erste Erwähnung von Litauen als „Litua“ 1009 in Quedlinburger Annalen
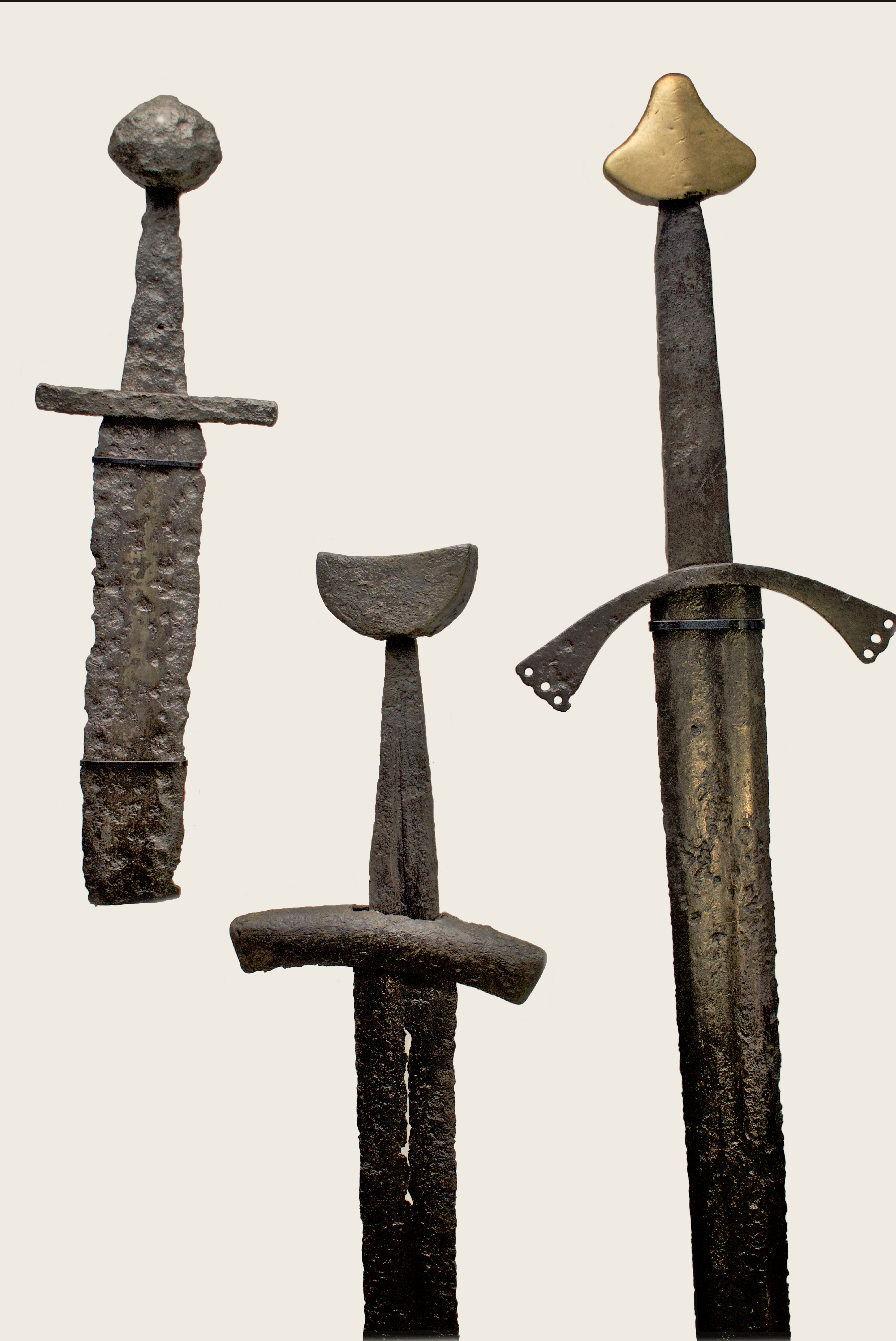
Litauische Schwerter, 13. Jahrhundert
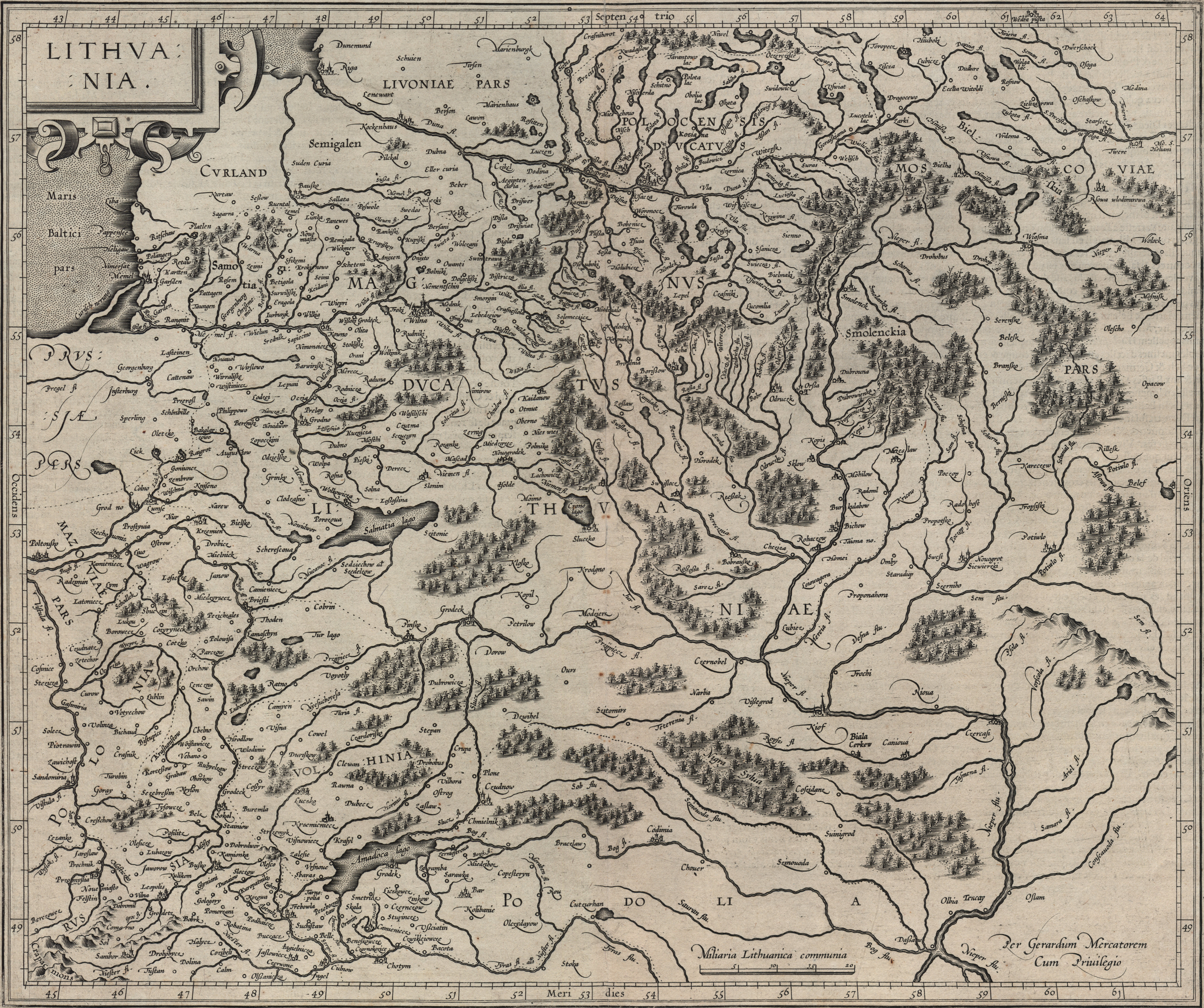
Karte von Litauen von Gerardus Mercator, erschienen 1609

Die enge politische Einheit Polens und Litauens mündete 1569 in die Realunion von Lublin, die das Ende des eigenständigen Litauens bedeutete, nachdem der litauische Adel bereits in den vorangegangenen Jahrzehnten zunehmend unter den Einfluss der polnischen Kultur und Sprache gelangt war. So ging Litauen in den Zeiten der Reformation den polnischen Weg und blieb katholisch, während das nördliche, deutsch beeinflusste Baltikum protestantisch wurde. Litauen blieb bis zu den Teilungen Polens beim polnischen Staat und kam dann 1795 unter russische Herrschaft. Zwei polnisch-litauische Aufstände in den Jahren 1831 und 1863 wurden vom russischen Zaren blutig unterdrückt.
Im Ersten Weltkrieg wurde am 18. August 1915 während der Sommeroffensive die Stadt Kaunas von den Deutschen erobert. Darauf folgte die deutsche Besatzung Litauens. Das Territorium wurde dem Oberbefehlshaber Ost unterstellt. Chef der Verwaltung Litauens wurde Fürst Franz Joseph von Isenburg. Zuerst in Tilsit ansässig, wurde diese Verwaltung im April 1916 nach Kaunas und im März 1917 nach Vilnius verlegt.

### Unabhängigkeit

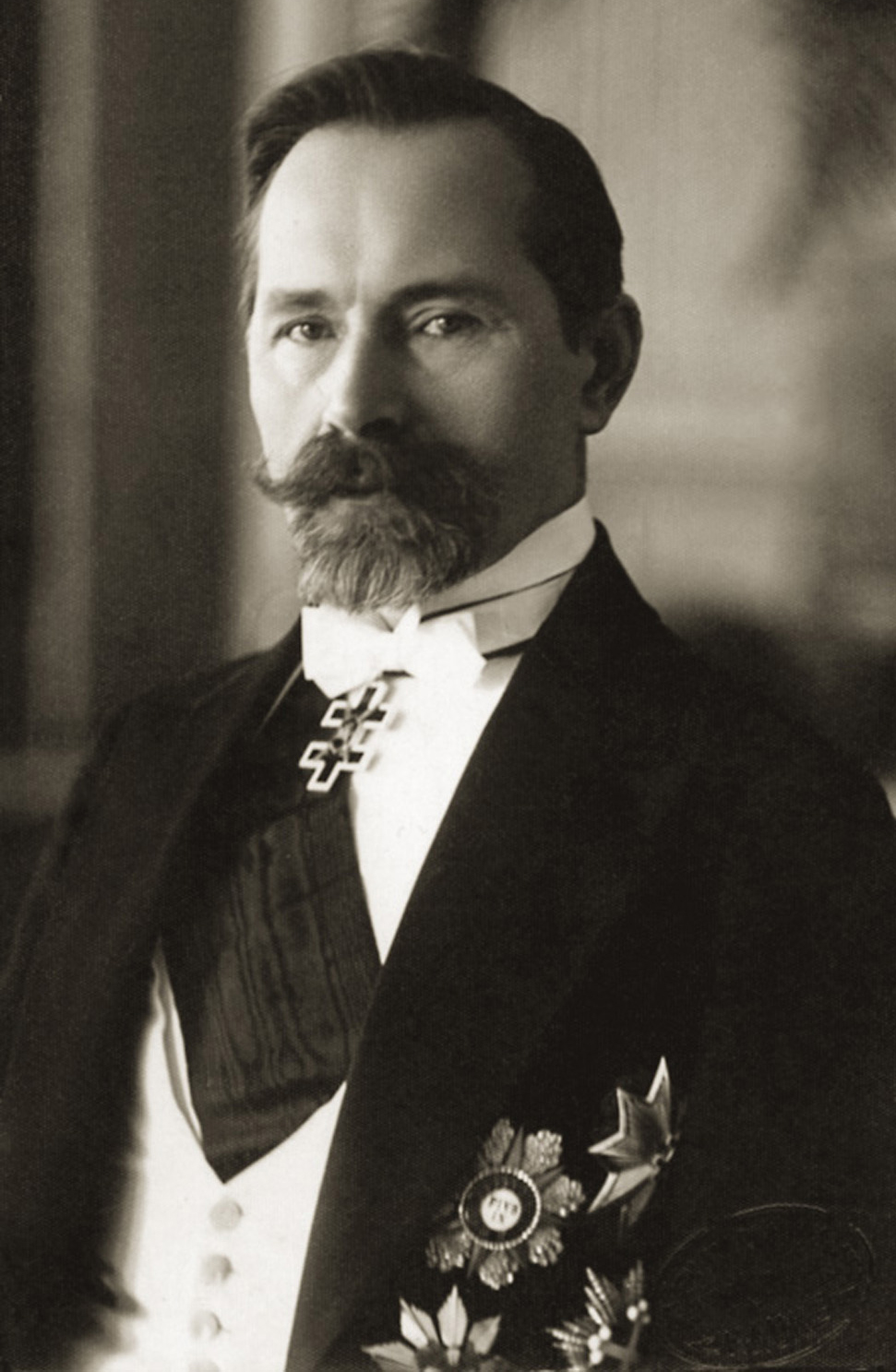
Antanas Smetona

Das Ende des Ersten Weltkriegs mit der Oktoberrevolution und dem nachfolgenden Bürgerkrieg führte im Februar 1918 – noch unter deutscher Besatzung – zur Ausrufung der unabhängigen Republik Litauen, die nach Kämpfen gegen Rote Armee und polnische Truppen auch durchgesetzt werden konnte. Hauptstadt war in dieser Zeit allerdings nicht der historische Großfürstensitz Vilnius, sondern Kaunas, da das Wilnaer Gebiet von Polen besetzt war (1920 bis 1939, 1923 vom Völkerbund anerkannt). Im Jahr 1923 annektierte Litauen das durch den Friedensvertrag von Versailles seit 1920 von Deutschland abgetrennte Memelland. Der Völkerbund erkannte den Schritt an, nachdem Litauen dem Gebiet Autonomie eingeräumt hatte.
Die parlamentarische Demokratie, die mit der Verfassung von 1922 eingeführt worden war, wurde im Dezember 1926 durch den Putsch von Antanas Smetona beseitigt; Smetona regierte anschließend diktatorisch bis 1940. Es wurden neue Verfassungen eingeführt, die die autoritäre Führung Smetonas bestätigten, darunter die Litauische Verfassung von 1928 und die von 1938. Smetonas autoritäres Regime verfolgte einen letztendlich erfolglosen Neutralitätskurs, um zwischen den großen Machtblöcken – der kommunistischen Sowjetunion im Osten und dem nationalsozialistischen Deutschland im Westen – nicht zerrieben zu werden. Nach einem deutschen Ultimatum musste Litauen, mittlerweile außenpolitisch isoliert, am 23. März 1939 das Memelland an das nationalsozialistische Deutschland abtreten.

### Zweiter Weltkrieg
Kurz nach dem Ausbruch des Zweiten Weltkriegs überließ die Sowjetunion bei der Besetzung Ostpolens Litauen das Wilnaer Gebiet und zwang es gleichzeitig in politische Abhängigkeit. Smetona dankte im Juni 1940 ab, und nach dem Einmarsch sowjetischer Truppen wurde eine pro-sowjetische Regierung ins Amt gebracht, die den Beitritt zur Sowjetunion erklärte (3. August 1940).
Im Zuge des deutschen Überfalls auf die Sowjetunion besetzten deutsche Truppen das litauische Staatsgebiet in den Tagen vom 22. bis 27. Juni 1941. Die deutsche Luftwaffe erlangte in wenigen Stunden die Lufthoheit, und dann durchbrachen Panzereinheiten den Raum bis zur sowjetischen Grenze. Am 23. Juni verkündete die Führung der Litauischen Aktivistenfront das Bestehen eines eigenen litauischen Staates. Diesen Vorstoß unterbindend befahl Adolf Hitler am 29. Juni 1941, eine deutsche Besatzungsmacht einzurichten. Wenige Tage später, am 28. Juli 1941, nahm der deutsche Generalkommissar seine Tätigkeit als Okkupationsmacht in Litauen auf. Während dieser Zeit hatten Einsatzgruppen der Sicherheitspolizei und des SD mit litauischen Hilfswilligen und sogenannten Schutzmannschaften mit der Ermordung von Juden, Kommunisten, Sowjetbürgern des zerschlagenen Machtapparates und zum Teil Sympathisanten einer eigenen litauischen Freiheitsfront begonnen. Diese Vernichtungskommandos setzen bis Dezember 1941 ihre verbrecherische Tätigkeit fort und beseitigten einen Großteil der jüdischen Bevölkerung. Die Überlebenden wurden in Ghettos konzentriert. 90 % der jüdischen Bevölkerung des Landes erlebten das Kriegsende nicht.
Im Zuge ihrer Sommeroffensive 1944 eroberte die Rote Armee Litauen zurück. Die Litauische Sozialistische Sowjetrepublik (LSSR) wurde wiederbegründet. Der Widerstand der sogenannten „Waldbrüder“ gegen die sowjetische Besatzung stand ohne ausländische Unterstützung auf verlorenem Posten und war ab 1948 auf einige wenige Partisanenverbände geschrumpft. Stalin ließ 1949 in einer dritten großen Deportationswelle Zehntausende „staatsfeindliche Elemente“ nach Sibirien deportieren, nachdem bereits in den Jahren 1940/41 und 1945/46 Verhaftungen und Deportationen in großem Stil durchgeführt worden waren. Viele der Deportierten starben in den Straflagern im Osten der Sowjetunion. Zu den Deportierten gehörten auch deutsche „Wolfskinder“, die im Verlauf der Kriegswirren vor dem Verhungern aus dem Königsberger Gebiet nach Litauen geflohen und oft bei Bauern untergekommen waren.
Zur Unterstützung der Waldbrüder wurde von den Briten die British Baltic Fishery Protection Service eingesetzt, eine Tarnorganisation des britischen Geheimdienstes MI6, die offiziell der Royal Navy zugehörte. Sie wurde im Jahr 1949 gegründet – offiziell, um die Seegrenzen der britischen Besatzungszone in der Ostsee zu überwachen, tatsächlich aber um Geheimoperationen im Ostseeraum durchzuführen.

### Wiedererlangung der Unabhängigkeit

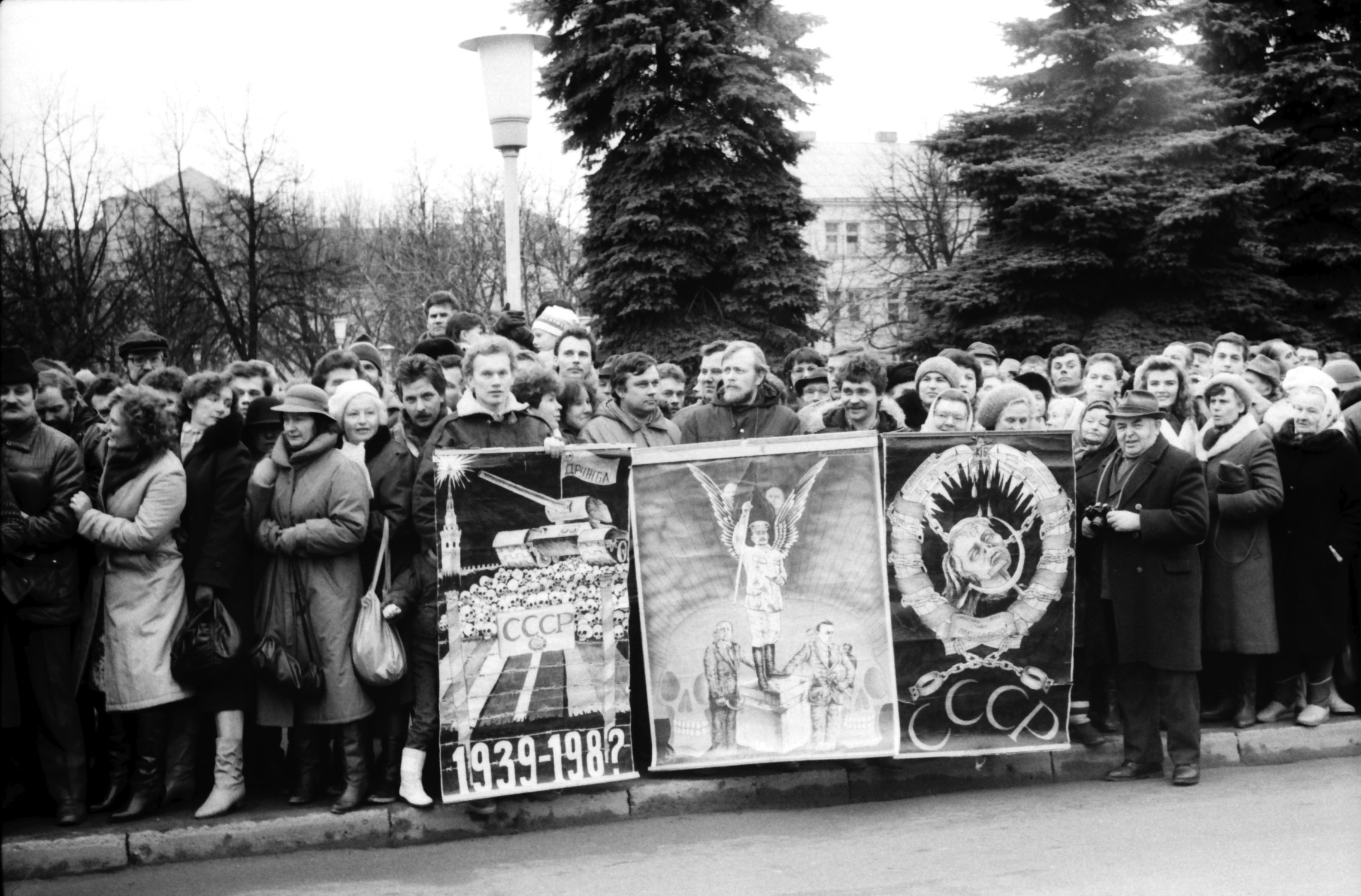
Litauer beim Gorbatschow-Treffen in Šiauliai

Bis Ende des Zweiten Weltkrieges hatten sich rund 65.000 Litauer als Kriegsflüchtlinge nach Deutschland abgesetzt.
Im Zuge der Perestrojka, die im Baltikum die singende Revolution auslöste, erklärte sich Litauen 1990 als erste Unionsrepublik der Sowjetunion zum souveränen Staat und benannte den Obersten Sowjet in Verfassunggebende Versammlung um. Island war der erste Staat, der, ebenfalls 1990, das unabhängige Litauen anerkannte. Bei den Januarereignissen in Litauen am 13. Januar 1991 versuchten pro-sowjetische militärische Kräfte erfolglos, die junge Demokratie mit Panzern zu stürzen. 14 jugendliche Demonstrierende starben am Fernsehturm.
In Reaktion darauf erklärten die Litauer in einer Volksabstimmung am 8. Februar 1991 ihr „Ja“ zur Unabhängigkeit des Landes. Bei einer Wahlbeteiligung von 84,7 % sprachen sich 90,5 % für die Unabhängigkeit aus. Nach dem misslungenen Moskauer Putsch gegen Gorbatschow im August 1991 erkannten die Länder des Westens die Unabhängigkeit Litauens wie auch der Nachbarländer Lettland und Estland an. Nach anfänglicher Wirtschaftskrise und politischer Instabilität aufgrund einer radikalen Privatisierung gewann die Reformpolitik zunehmend an Dynamik, insbesondere nach Überwindung der Russlandkrise im Jahr 2000.
Litauen wurde 2004 Mitglied von EU und NATO. Seit dem 21. Dezember 2007 ist Litauen Teil des Schengen-Raums und seit dem 1. Januar 2015 Mitglied der Eurozone.

## Politik

### Politisches System
Litauen ist eine semipräsidentielle Republik. Hauptstadt und Regierungssitz Litauens ist Vilnius. Nach der Verfassung ist Litauen eine demokratische und rechtsstaatliche Republik mit Gewaltenteilung.

#### Präsident

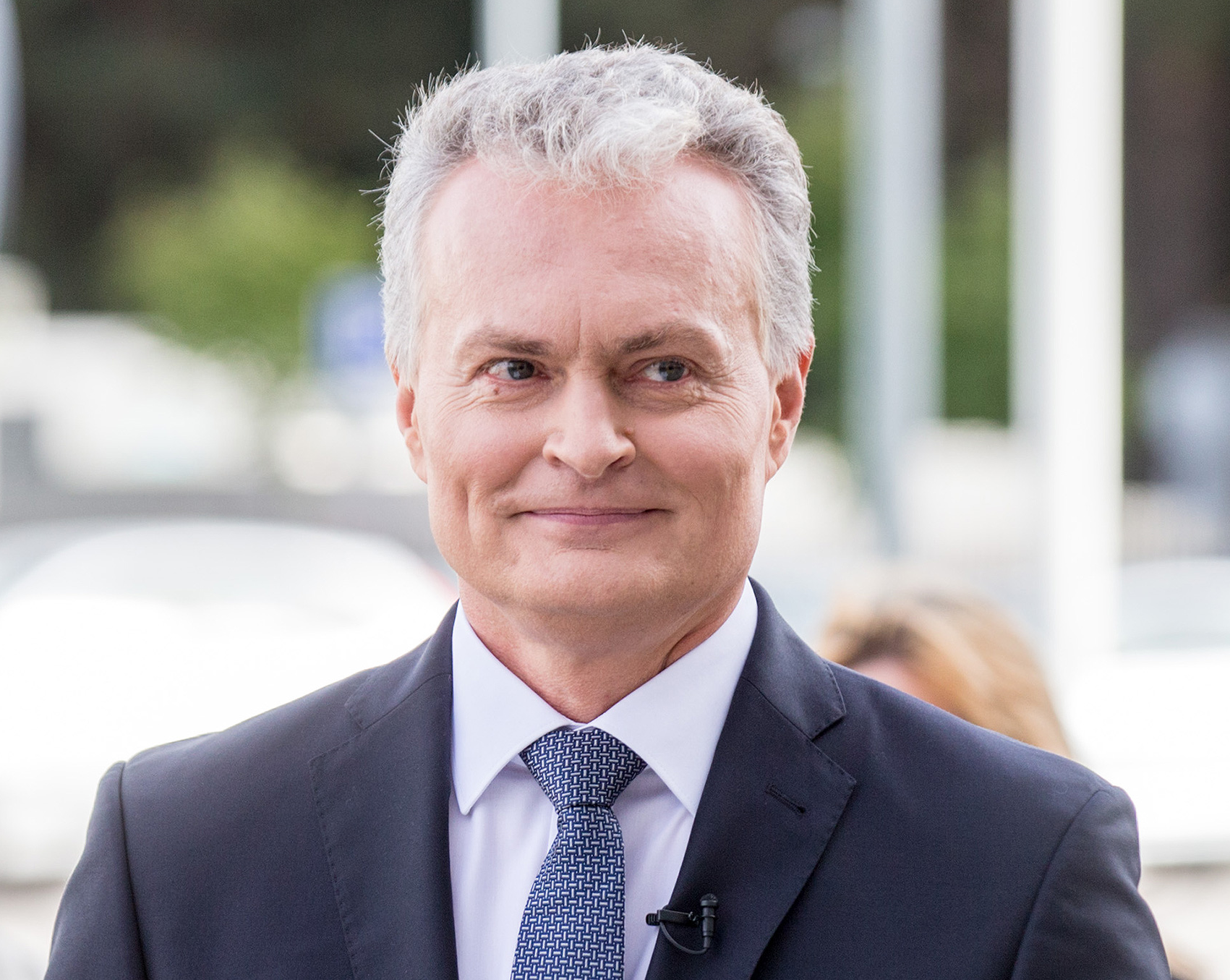
Präsident Gitanas Nausėda

Staatsoberhaupt ist der Präsident, der im Gegensatz etwa zum deutschen Bundespräsidenten nicht nur repräsentative Aufgaben wahrnimmt. Vielmehr ist der Präsident der Republik Litauen noch vor dem Außenminister verantwortlich für die Außenpolitik des Landes. Darüber hinaus verfügt er über ein weitgehendes Veto-Recht, das es ihm ermöglicht, zuvor vom Seimas erlassene Gesetze zu blockieren. Protokollarisch gesehen folgen ihm der Vorsitzende des Seimas und der Premierminister, die gemäß der Verfassung in Abwesenheit des Präsidenten die Republik Litauen (im Inland) leiten bzw. gegenüber ausländischen Staatsgästen vertreten können. Der amtierende Präsident ist seit dem 12. Juli 2019 Gitanas Nausėda (* 1964).

#### Parlament
Das litauische Parlament wird Seimas genannt. Der Name stammt von der polnischen Bezeichnung Sejm und verweist auf die lange gemeinsame litauisch-polnische Geschichte. Das Einkammerparlament besteht aus 141 Parlamentariern, die für vier Jahre gewählt werden. Die letzten Parlamentswahlen erfolgten im Oktober 2024. Vorsitzender des Seimo ist der parteilose Saulius Skvernelis (* 1970).
Das Parlament hat die Befugnis, mit Zweidrittelmehrheit die Verfassung zu ändern.

#### Regierung
Der Regierungschef Litauens ist der Premierminister. Er besitzt die Richtlinienkompetenz für die Politik der Regierung. Seit August 2025 ist Rimantas Šadžius kommissarischer Regierungschef.
Die Verwaltung Litauens wird jeweils durch die Fachminister geleitet. Sie stehen an der Spitze des Ministeriums und anderer untergeordneter Behörden.

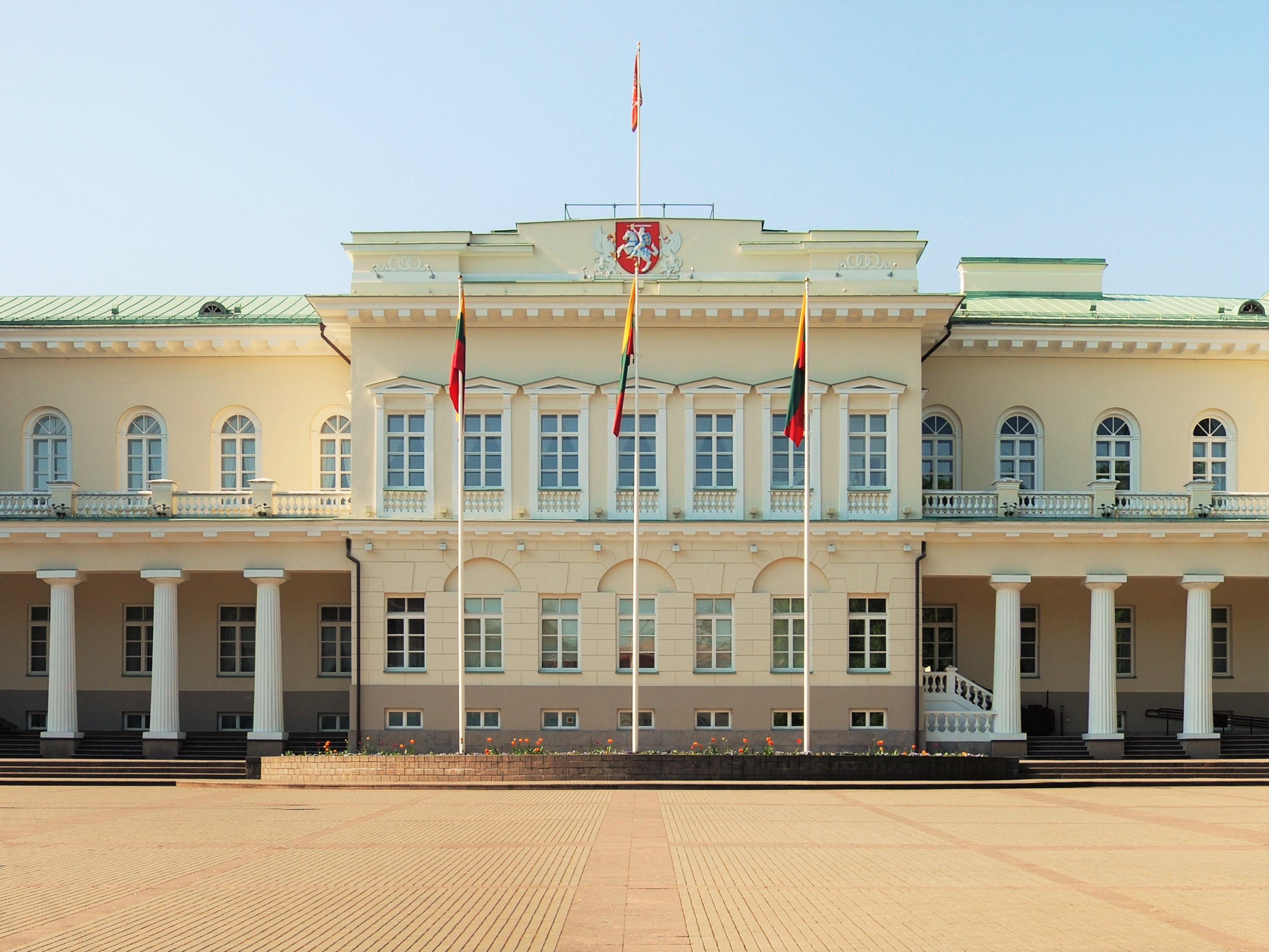
Präsidentenpalais Vilnius
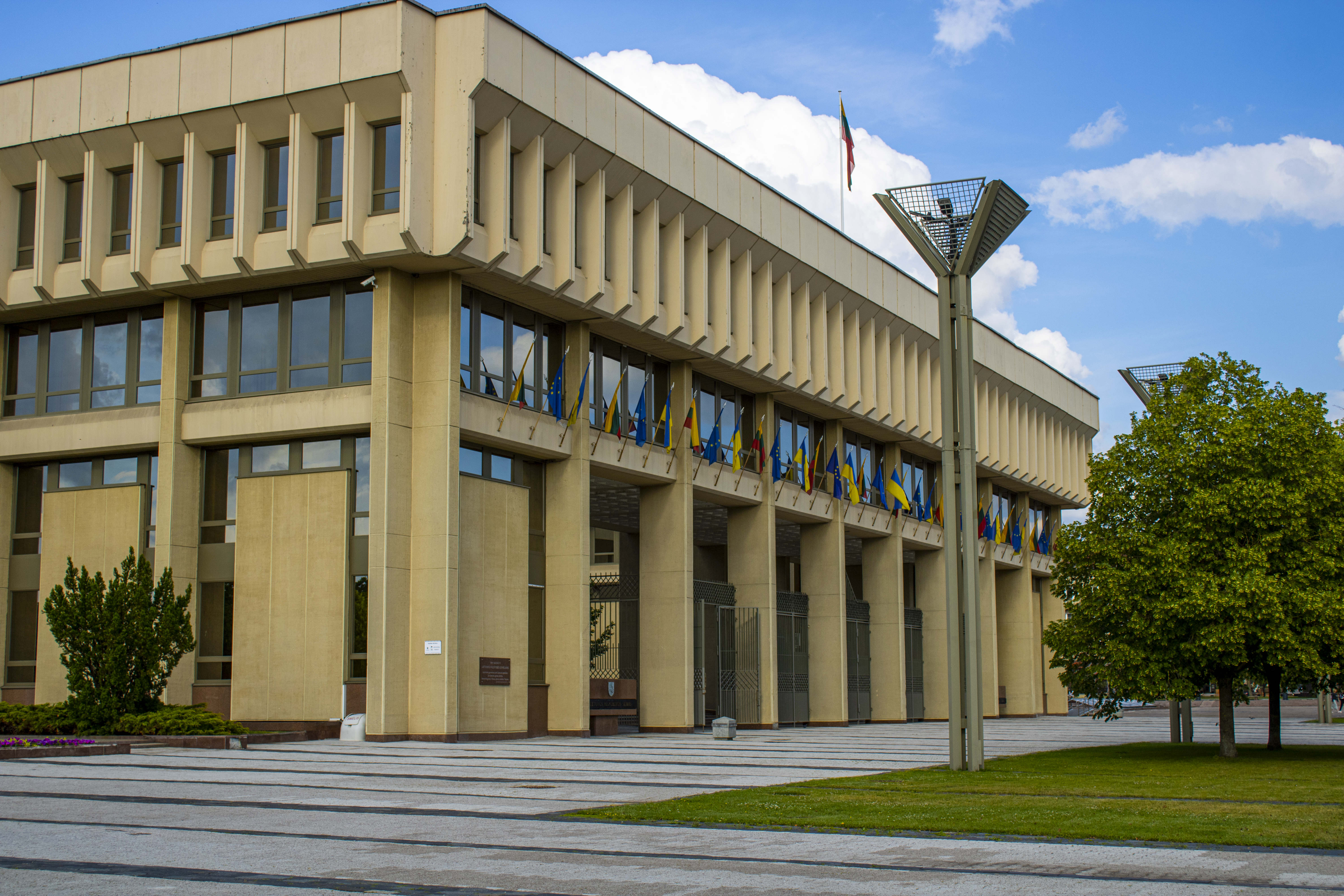
Parlamentsgebäude
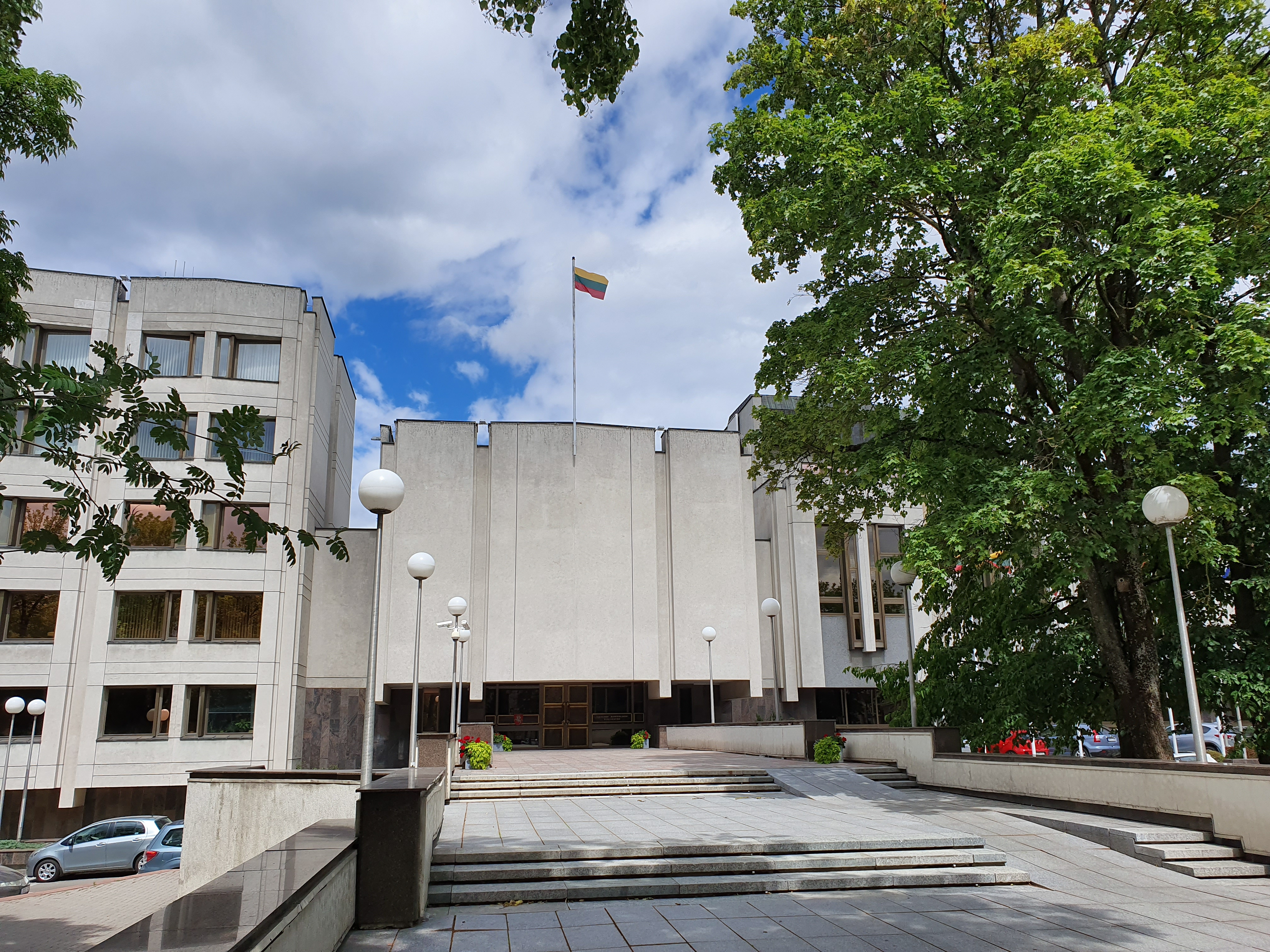
Regierungsgebäude

### Recht
Die vorübergehende Verfassung vom November 1918 erkannte allen Litauerinnen und Litauern unabhängig vom Vermögen das aktive und passive Wahlrecht für die Parlamentswahlen zu. Am 20. November 1919 wurde das Wahlgesetz vom konstituierenden Parlament verabschiedet. Damit konnten litauische Frauen ab 1919 unter denselben Bedingungen wie Männer wählen und gewählt werden. In der ersten konstituierenden Parlamentswahl von 1920 wurde dieses Recht dann erstmals angewendet. Auch unter sowjetischer Verwaltung blieb das aktive und passive Frauenwahlrecht gesetzlich geschützt. Das Recht wurde bei der Unabhängigkeitserklärung Litauens implizit bestätigt und durch die Verfassung explizit institutionalisiert.
Für internationales Aufsehen sorgte das Land im Juli 2009, als ein „Moralgesetz“ verabschiedet wurde, das die Diskriminierung von Homosexualität fördere. Zwar lehnte auch das damalige Staatsoberhaupt Dalia Grybauskaitė das Gesetz ab, jedoch sah sie sich verfassungsrechtlich gezwungen, es zu unterschreiben.

### Parteienlandschaft
Die litauische Parteienlandschaft ist zersplittert. Den kleineren Parteien kommt durch die häufigen Regierungskrisen und wechselnde Mehrheiten im Parlament ein nicht unerheblicher Einfluss bei der parlamentarischen Willensbildung zu.
Außer den Konservativen (Tėvynės Sąjunga) und Sozialdemokraten (Lietuvos socialdemokratų partija) haben die meisten Parteien keine ausgeprägte Parteienhierarchie. Sie sind in der Festlegung ihrer praktischen Positionen mehr von ihren politischen Führungskräften und deren persönlichen Interessen abhängig, als von Parteiprogrammen oder festen ideologischen Ansichten.
Mehrere Parteien wurden zu dem Zweck gegründet, Einzelpersonen eine Parteiplattform zu bieten: etwa 1998 die Neue Union für Artūras Paulauskas, 2002 die Ordnung und Gerechtigkeit (Liberaldemokraten) für Rolandas Paksas, 2003 die Arbeitspartei für Viktoras Uspaskichas oder 2006 die Liberale Bewegung für Petras Auštrevičius. Die genannten Parteiführer konnten sich zuvor in ihrer Stammpartei nicht durchsetzen und gründeten kurzerhand eine neue Partei, um ihren Interessen mehr Gewicht zu verleihen. Auch die jüngste erfolgreiche Parteigründung der Volksauferstehungspartei (seit April 2008) ist mehr von ihrem populären Vorsitzenden Arūnas Valinskas bestimmt, denn von ihren programmatischen Aussagen.
Fast alle Parteien verfolgen ein marktwirtschaftliches Konzept, am offensten die Liberalen der Liberalen und Zentrumsunion und der Liberalen Bewegung sowie die Konservativen – mit Einschränkungen auch die Sozialdemokraten, die Arbeitspartei und die Liberaldemokraten. Die Konservativen und die Liberalen finden ihre Wählerschaft eher unter den Gebildeten und „Gewinnern“ der letzten zehn Jahre, während Sozialdemokraten, Arbeitspartei und Liberaldemokraten mit populistischen Versprechungen bei der einfachen Bevölkerung, die in den letzten Jahren wenig vom Wirtschaftsaufschwung profitiert hat, um Unterstützung werben. Geografisch gesehen sind die liberalen Parteien fast ausschließlich in den Städten vertreten, während sich die Bauernpartei und die Christdemokraten auf die ländliche Bevölkerung stützen.
Nach der Affäre um den ehemaligen Präsidenten Rolandas Paksas ist ein Teil seiner Wählerschaft zur neu gegründeten Arbeitspartei übergelaufen. Paksas hatte viele der weniger wohlhabenden Wähler für sich eingenommen, indem er versprach, ihre Interessen, die Interessen der runkeliai („Rüben“) gegen die machtpolitischen Eliten des Landes zu verteidigen. Mit dem Niedergang der Arbeitspartei haben die Liberaldemokraten ihre Stellung festigen können. Sie sind neben Sozialdemokraten und Konservativen in Stadt und Land gleich stark vertreten.
Nach der Zersplitterung der Parteienlandschaft nach den Wahlen von 1996 war in den letzten Jahren eine gewisse periodische Konsolidierung jeweils vor den anstehenden Wahlen festzustellen, um in einer Koalition die Wahlaussichten zu verbessern, so etwa die Koalition von Liberaler Union, Zentrumsunion und Modernen Christdemokraten zur Liberalen und Zentrumsunion im Jahr 2003. Die Sozialdemokraten bildeten mit den Sozialliberalen 2004 angesichts verheerender Wahlprognosen ein Wahlbündnis A. Brazausko ir A. Paulausko koalicija „Už darbą Lietuvai“ (A. Brazauskas’ und A. Paulauskas’ Koalition „Arbeit für Litauen“), hier allerdings nur für die Wahl auf Basis zweier eigenständiger Parteien. Zuletzt erfolgte der Zusammenschluss der Christdemokraten mit dem Vaterlandsbund.

### Politische Indizes
| Name des Index                     | Indexwert    | Weltweiter Rang | Interpretationshilfe | Jahr |
| ---------------------------------- | ------------ | --------------- | --- | ---- |
| Fragile States Index               | 37,4 von 120 | 153 von 179     | Stabilität des Landes: sehr stabil 0 = sehr nachhaltig / 120 = sehr alarmierend Rang: 1 = fragilstes Land / 179 = stabilstes Land | 2024 |
| Demokratieindex                    | 7,59 von 10  | 36 von 167      | Unvollständige Demokratie 0 = autoritäres Regime / 10 = vollständige Demokratie                                                   | 2024 |
| Freedom in the World Index         | 89 von 100   | —               | Freiheitsstatus: frei 0 = unfrei / 100 = frei                                                                                     | 2024 |
| Rangliste der Pressefreiheit       | 81,7 von 100 | 13 von 180      | Zufriedenstellende Lage für die Pressefreiheit 100 = gute Lage / 0 = sehr ernste Lage                                             | 2024 |
| Korruptionswahrnehmungsindex (CPI) | 63 von 100   | 32 von 181      | 0 = sehr korrupt / 100 = sehr sauber                                                                                              | 2024 |

### Lobbyismus
Interessenverbände spielen im politischen System keine so wichtige Rolle wie in anderen Ländern. Die Gewerkschaften haben sehr geringe Bedeutung im politischen und sozialen Leben. Die Abgrenzung der Parteien untereinander ist gering und kaum durch ideologische Barrieren behindert. Hingegen spielt die persönliche Bekanntschaft eine große Rolle und wird daher auf den verschiedenen Ebenen der politischen Entscheidungsfindung geltend gemacht.

### Außenpolitik

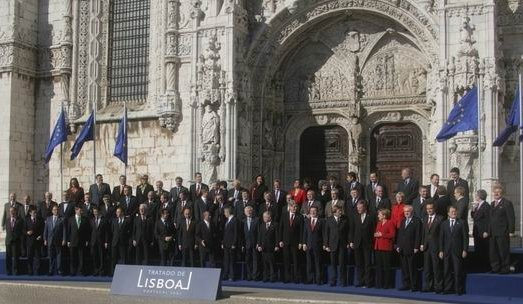
Unterzeichnung des Vertrags von Lissabon im Jahr 2007

Litauen ist Mitglied vieler internationaler Organisationen. Die wichtigsten Leitlinien litauischer Außenpolitik sind die Westbindung, die transatlantische und europäische Integration, regionale Stabilität in Europa. Zentraler Aspekt für die Sicherheitspolitik und Ausdruck der Westbindung ist dabei die Mitgliedschaft in der NATO, der Litauen am 29. März 2004 beitrat.
Während des Konfliktes um die Präsidentschaftswahlen in der Ukraine im November/Dezember 2004 engagierte sich der litauische Präsident Valdas Adamkus gemeinsam mit dem polnischen Präsidenten Aleksander Kwaśniewski als Vermittler zwischen den Konfliktparteien. Die Medien beider Länder unterstützten Wiktor Juschtschenko.
Seit dem 1. Mai 2004 ist Litauen Mitglied der EU. Die bereits für den 1. Januar 2007 geplante Einführung des Euro wurde verschoben. Sie erfolgte am 1. Januar 2015.
Mit der Erweiterung des Schengen-Raums 2007 trat auch Litauen diesem bei. Die Grenzkontrollen an der Grenze zu EU-Staaten, d. h. Lettland und Polen, wurden am 21. Dezember 2007 abgeschafft.
Das Verhältnis zwischen Litauen und Russland ist angespannt. Unter anderem verbot die russische Regierung 2013 den Import von Milchprodukten aus Litauen. Die litauische Regierung nahm im Gegenzug einen russischen Fernsehsender aus dem Programm, auf Beginn des Jahres 2018 waren im November 2017 Einreisesperren für 49 russische Funktionäre wegen mutmaßlicher Menschenrechtsverstöße, Geldwäsche und Korruption ausgesprochen worden.
Die litauisch-polnischen Beziehungen wurden nach 1990 zeitweise durch Streitigkeiten über den Status der Polen in Litauen überschattet. Beide Länder sind allerdings enge militärische und sicherheitspolitische Verbündete gegen Russland. Seit dem Euromaidan wurde die Beziehungen der zwei Länder weiter verstärkt und 2017 eine Litauisch-Polnisch-Ukrainische Brigade aufgestellt.
Am 5. Juli 2018 erfolgte der Beitritt zur OECD.
Im August 2021 zog die Volksrepublik China ihren Botschafter aus Litauen ab und forderte die litauische Botschafterin in der Volksrepublik auf, das Land zu verlassen. Grund war, dass die Republik China eine Auslandsvertretung in der litauischen Hauptstadt Vilnius unter dem Namen „Taiwanisches Vertretungsbüro in Litauen“ eröffnet hatte. Dies führte zu Spannungen und wirtschaftlichen Sanktionen Chinas gegen Litauen. Die EU verhielt sich indifferent. Zuvor war Litauen bereits aus dem 17+1-Gipfel ausgetreten.

### Europapolitik
Litauen ist seit dem 1. Mai 2004 Mitgliedstaat der Europäischen Union. Die Beitrittsverhandlungen zwischen Litauen und der EU erreichten 2001 wichtige Fortschritte, die hauptsächlich unter der damaligen schwedischen EU-Ratspräsidentschaft erzielt wurden. Litauen hatte sich in einem Volksentscheid im Mai 2003 mit über 90 % Zustimmung für die Mitgliedschaft (ab Mai 2004) in der Europäischen Union entschieden. Erstmals seit dem Start der Währungsunion verweigerte die Europäische Kommission im Jahr 2006 einem Mitgliedsland die Euro-Einführung. Litauen durfte wegen überhöhter Inflation des Litas nicht der Euro-Zone beitreten. Erst seit Januar 2015 ist das Land Teil der Eurozone. Damit ist der Euro die staatliche Währung in Litauen.
In der zweiten Jahreshälfte 2013 (Juli bis Dezember 2013) übernahm Litauen die EU-Ratspräsidentschaft und folgte damit Irland (Januar bis Juni 2013). Abgelöst wurde Litauen durch Griechenland (Januar bis Juni 2014).

### Militär

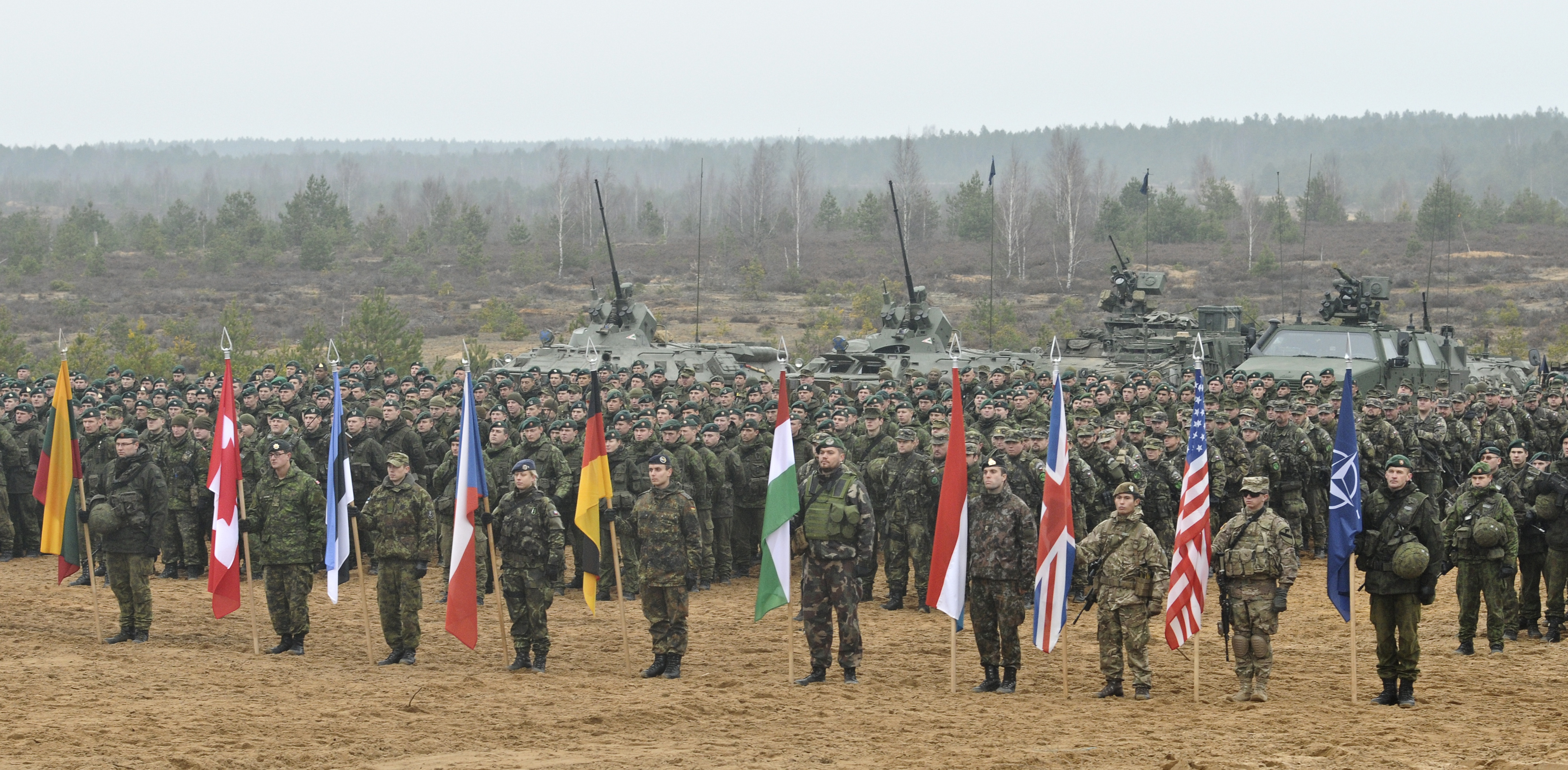
Litauische Soldaten mit ihren NATO-Verbündeten in Pabradė, Litauen, während Iron Sword 2014

Im Zuge der NATO-Osterweiterung wurden 1999 Polen, Tschechien und Ungarn Mitglieder der NATO. Danach erfolgte die Einladung der Länder Bulgarien, Estland, Lettland, Litauen, Rumänien, Slowakei und Slowenien, die am 29. März 2004 der NATO beitraten.
Mangels eigener moderner Jagdflugzeuge ist ständig eine Staffel von Jagdfliegern der NATO-Verbündeten auf dem Flugplatz Zokniai bei Šiauliai stationiert.
Litauische Truppen nehmen an internationalen Friedensaktionen im Kosovo und Afghanistan teil. Als George W. Bush Anfang 2003 bei verbündeten bzw. befreundeten Staaten um Unterstützung im Irakkrieg (Dritter Golfkrieg) warb, erklärten sich einige osteuropäische Staaten (darunter Litauen) zur Hilfe bereit.
Litauen war von Beginn an ein Land der Koalition der Willigen; es stellte Unterstützungstruppen (Sanitätspersonal, Logistik) für den Einsatz im Irak. Im Juni 2006 waren 150 Litauer im Irak.
Bei der Suche von Seeminen (Ostsee) arbeiten die Streitkräfte Litauens eng mit Belgien, Estland, Deutschland, Frankreich, Lettland, den Niederlanden, Norwegen und Schweden und dem Vereinigten Königreich zusammen.
Nach der als immer größer empfundenen Bedrohung durch den Nachbarn Russland im Zuge des Russisch-Ukrainischen Krieges führte das litauische Parlament 2015 wieder eine allgemeine Wehrpflicht ein, mit einer Dienstzeit von 9 Monaten. Nach Analysen zum russischen Vorgehen in der Ukraine wurden Fernsehberichte und Kampagnen in den sozialen Medien, die die Idee einer historischen Zugehörigkeit von Teilen Litauens zu Russland und Informationen über die angebliche Unterdrückung ethnischer Russen im heutigen Litauen verbreiten, als Versuch der Regierung der Russischen Föderation interpretiert, die russische Öffentlichkeit auf eine Auseinandersetzung vorzubereiten. Die Anwesenheit einer Kampfgruppe von etwa 1000 Soldaten aus anderen europäischen Staaten in Litauen sei deshalb als Mittel zur Abschreckung nach Einschätzung des litauischen Verteidigungsministers vom März 2017 notwendig. Die Militärausgaben wurden zudem deutlich erhöht. Litauen gab 2017 knapp 1,7 % seiner Wirtschaftsleistung oder 0,8 Mrd. Dollar für seine Streitkräfte aus.
Am 24. Februar 2022 rief die litauische Regierung aufgrund der akuten Bedrohungslage durch Russland einen bis zum 10. März dauernden Notstand aus und beorderte die Armee an die Landesgrenzen mit Belarus. Der Präsident Gitanas Nausėda kündigte 2025 an, von 2026 bis 2030 die Verteidigungsausgaben auf fünf bis sechs Prozent des BIP zu erhöhen.

## Verwaltungsgliederung

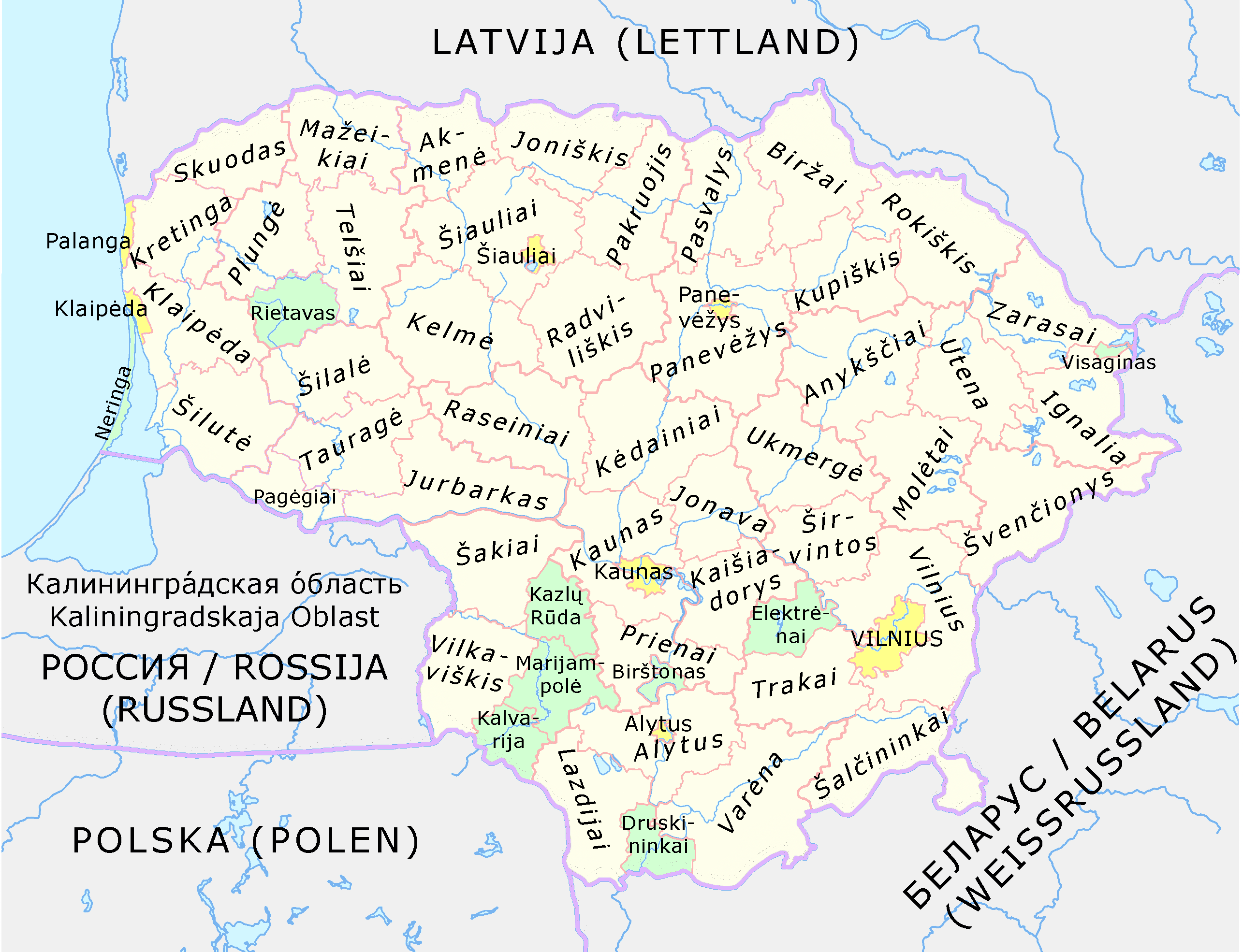
Selbstverwaltungseinteilung Litauens,
gelb = Stadtgemeinden, grün = Neue Gemeinden

Seit der Verwaltungsreform der 1990er-Jahre gibt es in Litauen nur eine Ebene von Gebietskörperschaften mit gewählten Ratsversammlungen und gewählten Bürgermeistern. Das sind die 60 Savivaldybės (Selbstverwaltungen). In Zuschnitt und Funktion liegen sie zwischen deutschen Gemeinden und deutschen Kreisen. Man unterscheidet:
- 7 Stadtgemeinden
- 2 selbstverwaltete Kurorte
- 43 Rajongemeinden (aus früheren Kreisen/Rajonen hervorgegangen)
- 8 „Neue“ Gemeinden

Unterhalb der Selbstverwaltungen gibt es noch die über 600 Gemeindebezirke, mit administrativen Aufgaben aber ohne Selbstverwaltungsorgane. Die meisten Städte und Dörfer sind keine Gebietskörperschaften, sondern nur statistische Einheiten.
Über den Selbstverwaltungen gab es noch die Verwaltungsebene der zehn Verwaltungsbezirke (lit. apskritis, pl. apskritys). Deren Aufgaben werden allerdings seit 2010 teils zentral von Ministerien übernommen, teils wurden sie an die Gemeinden delegiert. Die Bezirke sind nur noch statistische Einheiten:
1. Bezirk Alytus (Alytus)
2. Bezirk Kaunas (Kaunas)
3. Bezirk Klaipėda (Klaipėda)
4. Bezirk Marijampolė (Marijampolė)
5. Bezirk Panevėžys (Panevėžys)
6. Bezirk Šiauliai (Šiauliai)
7. Bezirk Tauragė (Tauragė)
8. Bezirk Telšiai (Telšiai)
9. Bezirk Utena (Utena)
10. Bezirk Vilnius (Vilnius)

Bis zum 1. Juli 2010 waren die Bezirke mit von der Regierung eingesetzten Präfekten ohne gewählte Organe, aber mit den Verwaltungen (Beamten) ausgestattet.

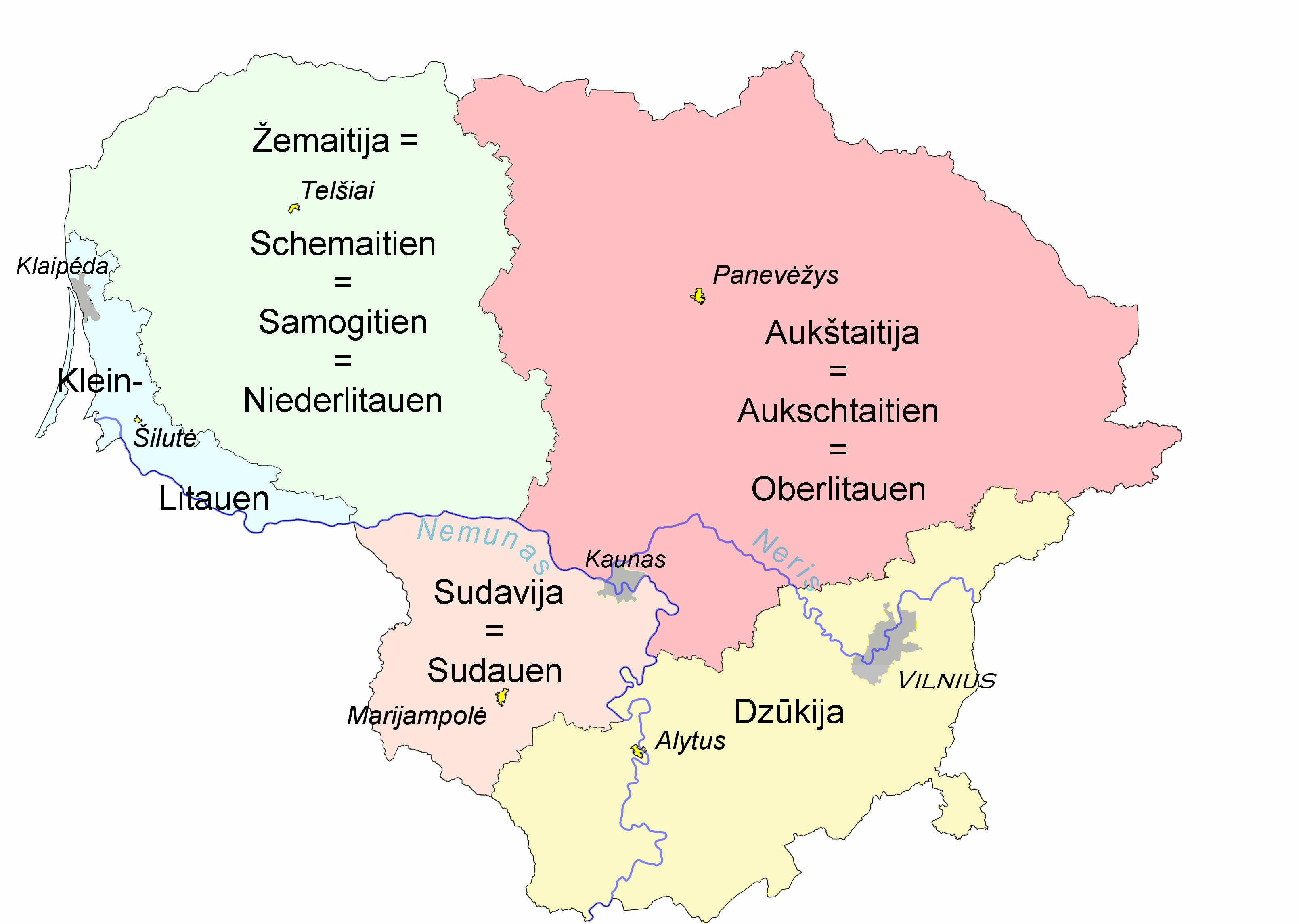
Historische Regionen Litauens in den bestehenden Landesgrenzen

Traditionell wird Litauen in vier historische Regionen eingeteilt: Das sind: Aukštaitija (Oberlitauen) im Nordosten bis hinunter zur Hauptstadt Vilnius, die größte der vier Regionen, Žemaitija (Niederlitauen), die traditionell wohlhabende Suvalkija oder auch Sūduva im Südwesten und die traditionell eher arme Dzūkija im Süden. Eine fünfte Region, die in Litauen meistens als Teil von Niederlitauen angesehen wird, bildet Kleinlitauen (Mažoji Lietuva), das den äußersten westlichen Streifen Litauens bildet, bis 1918 als Teil Ostpreußens zum Deutschen Reich gehörte und danach Memelland genannt wurde. Es ist allerdings nur ein Teil des historischen Kleinlitauens.

## Wirtschaft

Litauen ist seit 2004 Teil des Europäischen Binnenmarkts

Mit dem Übergang von der Plan- zur Marktwirtschaft war ein struktureller Wandel verbunden. Dieser hat sich seit dem Beitritt des Landes zur EU im Jahr 2004 verschärft. Die litauische Wirtschaft befindet sich seit einigen Jahren nunmehr auf Wachstumskurs (etwa 3 % jährlich). Das Bruttoinlandsprodukt (BIP) lag 2015 bei 37,2 Mrd. Euro, das BIP pro Kopf bei 13.282 Euro, Im Global Competitiveness Index, der die Wettbewerbsfähigkeit eines Landes misst, belegt Litauen Platz 41 von 137 Ländern (Stand 2017–2018). Der Index für wirtschaftliche Freiheit 2024 des Landes war der 15 höchste von 176 Ländern.
Wichtigste Exportartikel Litauens sind Maschinen, Elektroartikel, Textilien und Lebensmittel.
Das Land führt eine Wertpapierbörse – die NASDAQ OMX Vilnius – mit ihrem Leitindex, dem OMX Vilnius Index.
| Jahr                                    | 2010   | 2015   | 2016   | 2017   | 2018   | 2019   | 2020   | 2021   | 2022   | 2023   |
| --------------------------------------- | ------ | ------ | ------ | ------ | ------ | ------ | ------ | ------ | ------ | ------ |
| BIP in Mrd. USD (Kaufkraftparität)      | 66,4   | 86,8   | 89,9   | 95,4   | 101,9  | 113,4  | 115,0  | 130,0  | 142,7  | 147,4  |
| BIP pro Kopf in USD (Kaufkraftparität)  | 21.427 | 29.892 | 31.350 | 33.737 | 36.377 | 40.590 | 41.135 | 46.425 | 50.532 | 51.129 |
| BIP-Wachstum (real)                     | 1,6 %  | 2,0 %  | 2,6 %  | 4,3 %  | 4,0 %  | 4,6 %  | 0,1 %  | 6,2 %  | 2,4 %  | −0,3 % |
| Inflation (in Prozent)                  | 1,2 %  | −0,7 % | 0,7 %  | 3,7 %  | 2,5 %  | 2,2 %  | 1,1 %  | 4,6 %  | 18,9 % | 8,7 %  |
| Staatsverschuldung (in Prozent des BIP) | 36 %   | 43 %   | 40 %   | 39 %   | 34 %   | 36 %   | 46 %   | 43 %   | 38 %   | 38 %   |

### Arbeitsmarkt
Die Arbeitslosenquote betrug im Juni 2018 6,8 % und liegt damit minimal unter dem EU-Durchschnitt. Im Jahr 2017 betrug die Jugendarbeitslosigkeit 13,5 %. 2015 arbeiteten 9,1 % aller Arbeitskräfte in der Landwirtschaft, 25,2 % in der Industrie und 65,8 % im Dienstleistungssektor. Die Gesamtzahl der Beschäftigten wird für 2017 auf 1,47 Millionen geschätzt; davon sind 50,6 % Frauen.

### Tourismus

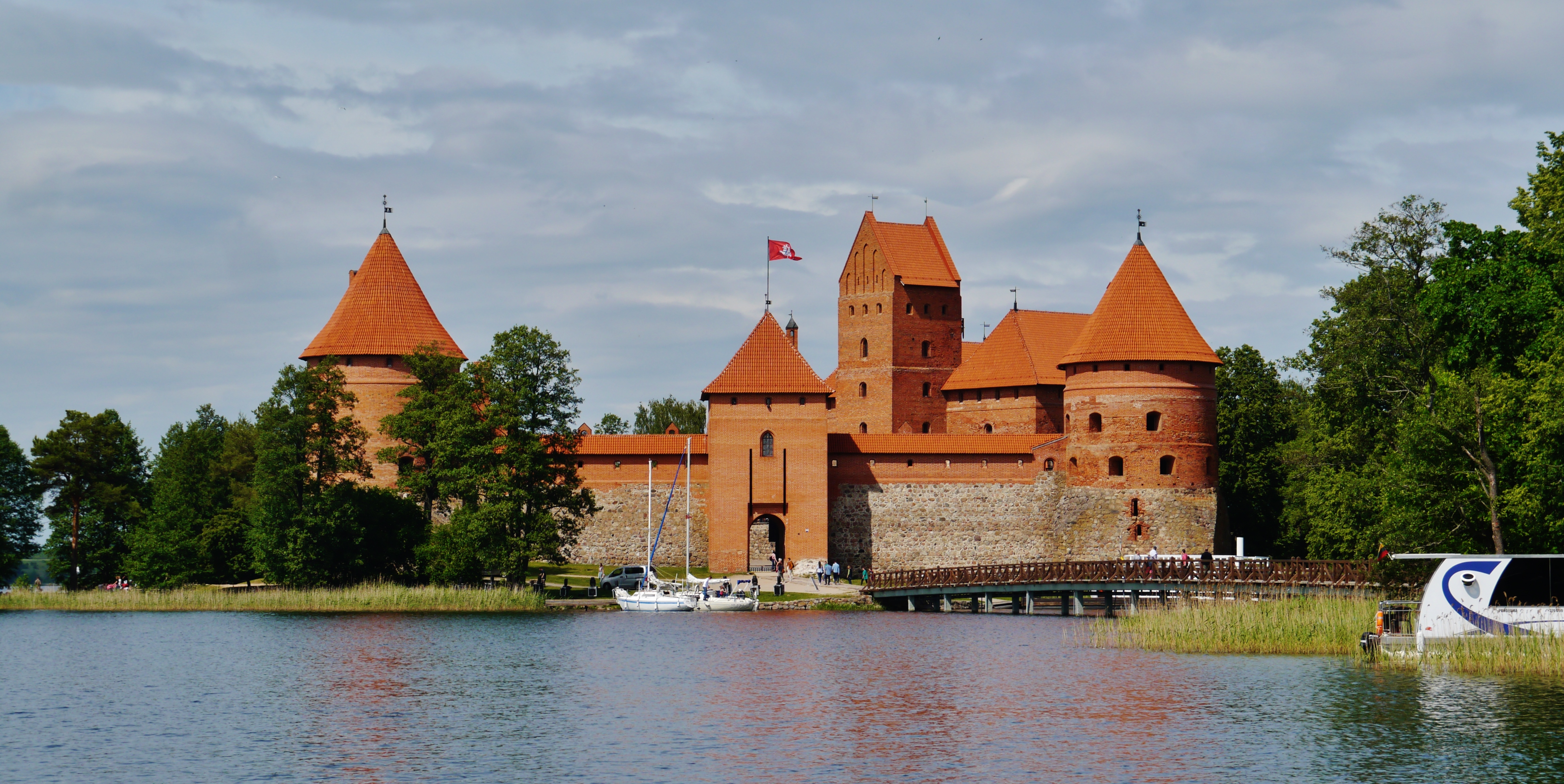
Wasserburg in Trakai

Im Jahr 2024 besuchten etwa 1,4 Millionen ausländische Touristen Litauen. Am beliebtesten war das Land bei Besuchern aus Polen, Deutschland und Lettland. Die Touristenzahlen haben bisher nicht das Niveau vor der Corona-Pandemie erreicht (2019 waren es noch 1,9 Millionen Besucher). Bei Besuchern aus westlichen Ländern gibt es Vorbehalte hinsichtlich der Sicherheitslage im Baltikum. Außerdem wurde seit dem Beginn des russischen Angriffskrieges auf die Ukraine die Vergabe von kurzfristigen Schengen-Visa an russische Staatsbürger eingeschränkt.

### Staatshaushalt
Im Jahr 2016 umfasste der Haushaltsplan Ausgaben von umgerechnet 15,1 Mrd. US-Dollar; dem standen Einnahmen von umgerechnet 14,6 Mrd. US-Dollar gegenüber. Daraus ergibt sich ein Haushaltsdefizit in Höhe von 1,0 % des BIP.
 Die Staatsverschuldung betrug 2016 40,0 % des BIP.
2020 betrug der Anteil der Staatsausgaben (in % des BIP) folgender Bereiche:
- Gesundheit: 7,5 %
- Bildung: 4,0 % (2019)
- Militär: 2,9 % (2024)

## Infrastruktur

### Energie

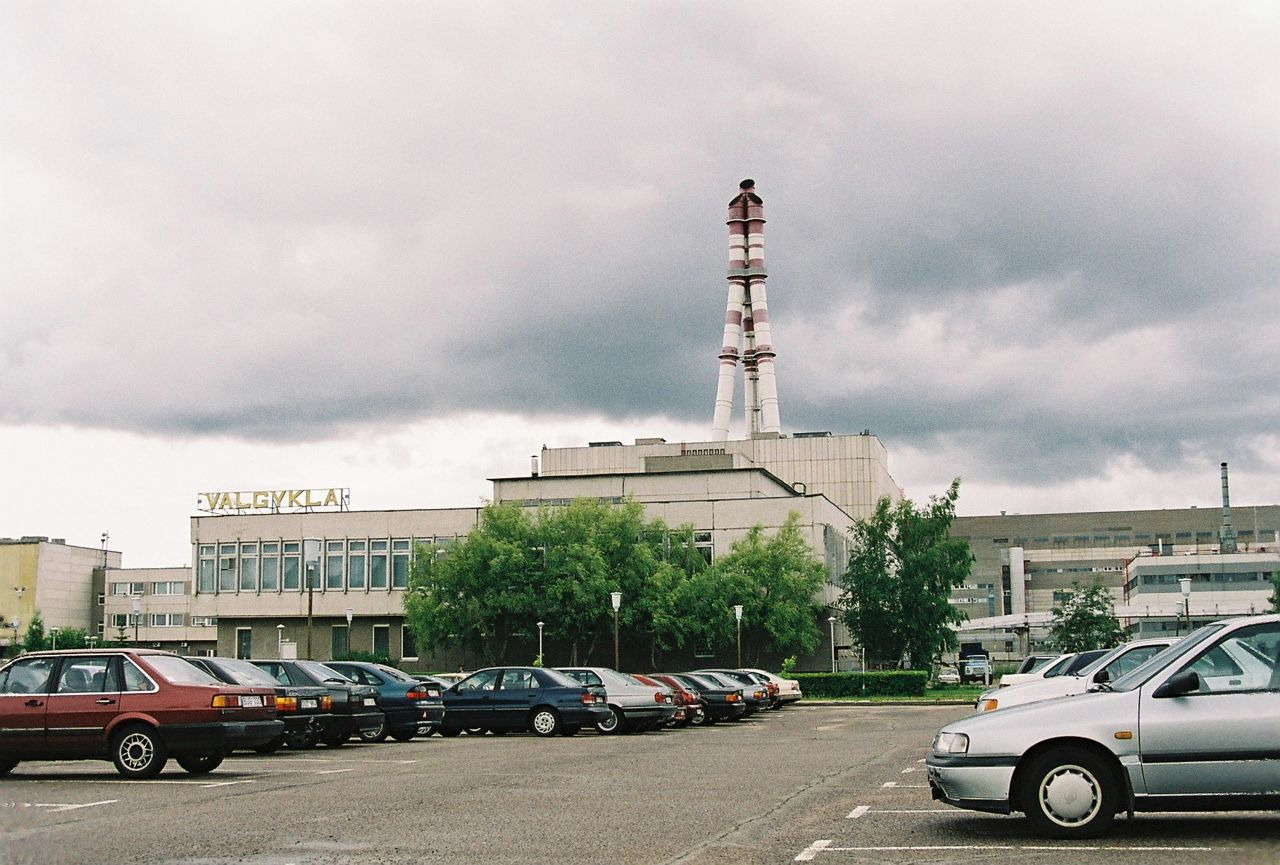
Das Kernkraftwerk Ignalina in Drūkšiai

In Litauen wurden in den 1990er- und 2000er-Jahren zum Teil mehr als 75 Prozent der nötigen Elektrizität durch das Kernkraftwerk Ignalina (Bautyp: RBMK wie auch in Tschornobyl) bereitgestellt. In dieser Zeit hatte Litauen neben Frankreich den höchsten Prozentsatz an Atomstrom in der Welt. Nachdem der erste Reaktor zu Jahresbeginn 2005 abgeschaltet worden war, ging der zweite (und letzte) Reaktor wegen der Verpflichtungen aus dem EU-Beitrittsabkommen zum 31. Dezember 2009 vom Netz. Ein von der litauischen Regierung bei den Parlamentswahlen 2008 zur Abstimmung gestelltes Referendum über die Verlängerung der Laufzeit des AKW Ignalina wurde zwar von über 90 % der Abstimmenden bejaht, scheiterte jedoch an der zu geringen Wahlbeteiligung (48,4 %). In jedem Fall hätte die EU-Kommission einer Abänderung des Beitrittsvertrags wohl nicht zugestimmt.
Das Gas- und Schwerölkraftwerk von Lietuvos energija in Elektrėnai, das zurzeit nur Spitzenlast abdeckt, wird in der Lage sein, die litauische Eigenversorgung an Strom bis 2015 zu gewährleisten. Allerdings bedingt das eine hohe Abhängigkeit von Lieferungen fossiler Brennstoffe (Gas, Schweröl) aus Russland. Um diese Abhängigkeit auf absehbare Zeit wieder zu reduzieren, ist der Bau des Kernkraftwerks Visaginas geplant. Im Referendum über einen Wiedereinstieg Litauens in die Kernenergienutzung am 14. Oktober 2012 sprachen sich 64,8 % der Wähler gegen das Kraftwerk aus.
Erneuerbare Energien werden in den letzten Jahren vermehrt eingesetzt, insbesondere Energieerzeugung aus Biomasse. Dafür sorgen insbesondere EU-Fördermittel sowie Nichtregierungsorganisationen und Verbände von Energieerzeugern. In Litauen waren im Jahr 2009 68 Windkraftanlagen in Betrieb, mit einer installierten Leistung von 91,2 MWe und einer jährlichen Auslastung von 21,89 %. Eine staatliche Förderung existiert nicht.

### Telekommunikation
Litauen hat das in der EU und Europa am besten ausgebaute Glasfasernetz. Nach einer vom FTTH Council Europe 2013 veröffentlichten jährlichen Studie sind im Land circa 32 % der Haushalte mit FTTH versorgt. Davon haben etwa 31 % einen entsprechenden Vertrag abgeschlossen. Damit ist Litauen im europäischen Vergleich prozentual führend. Schweden hat mit knapp 23 % die nächst höchste FTTH-Durchdringung in Europa.
Der Anschluss an das Festnetz ist vom Anschlussinhaber zu finanzieren, so dass speziell in ländlichen Gebieten Festnetzanschlüsse meist nur dort vorhanden sind, wo sie bereits unter sowjetischer Besetzung gebaut wurden. Das litauische Mobilfunknetz (Telefon und Internet) ist deshalb sehr gut ausgebaut, selbst in ländlichen Gegenden und im Wald gibt es selten Funklöcher. Im Jahr 2023 nutzten 88,5 Prozent der Einwohner Litauens das Internet.

### Verkehr

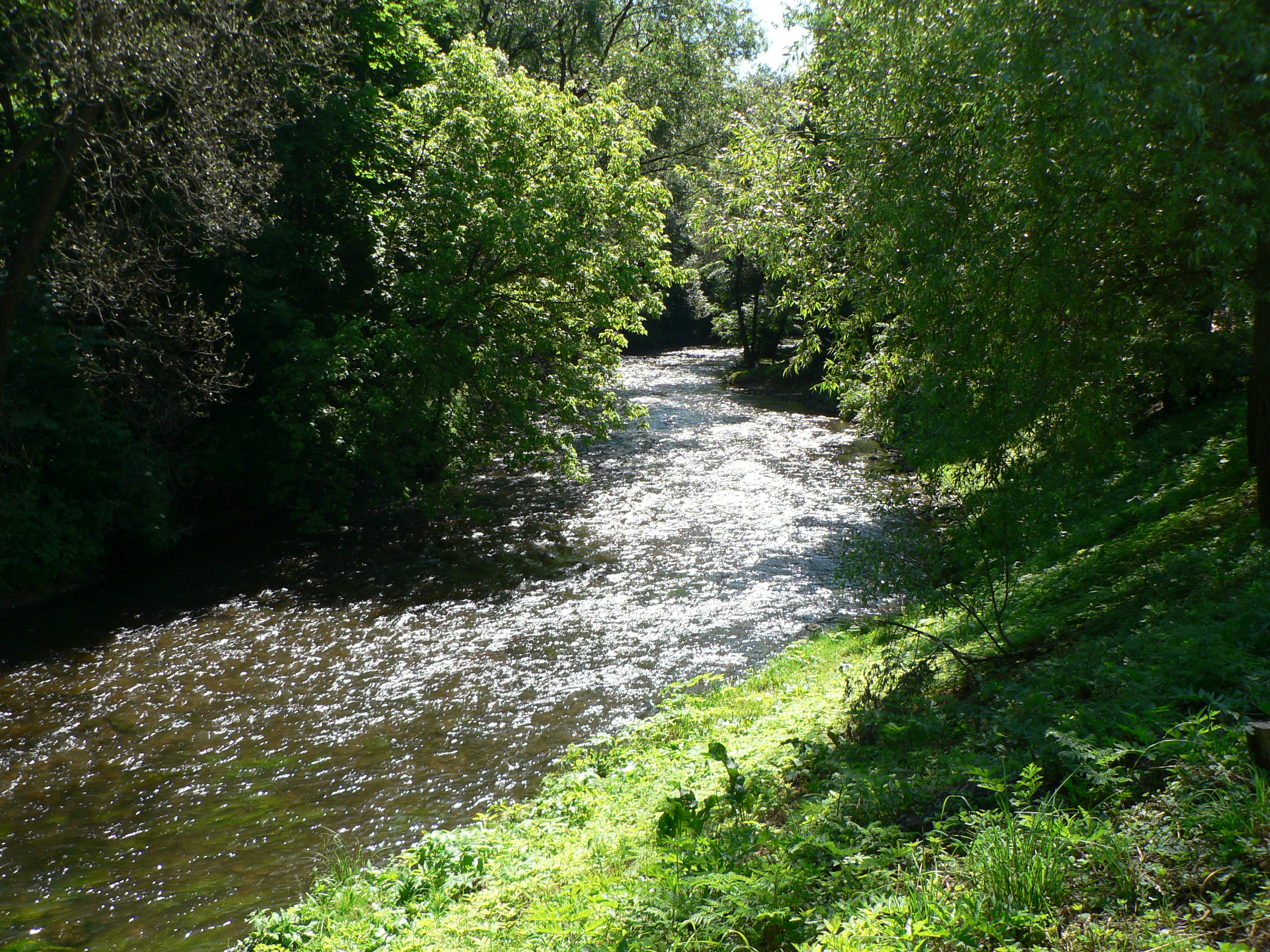
Fluss Vilnia bei Vilnius

Litauen verfügt über eine große Bedeutung als Transitland zwischen Mitteleuropa und Nordeuropa, zwischen der Oblast Kaliningrad und dem russischen Kernland sowie zwischen Belarus und Skandinavien. Litauen besitzt außerdem eine wichtige Funktion als Erdöl-Transitland.
Die Hauptstadt Vilnius befindet sich aufgrund ihrer Nähe zur stark abgeriegelten EU-Außengrenze nach Belarus in einer Art „totem Winkel“. Daher hat die zweitgrößte Stadt Kaunas in verkehrsplanerischer Hinsicht eine größere Bedeutung für Litauen als Vilnius.

#### Straßen

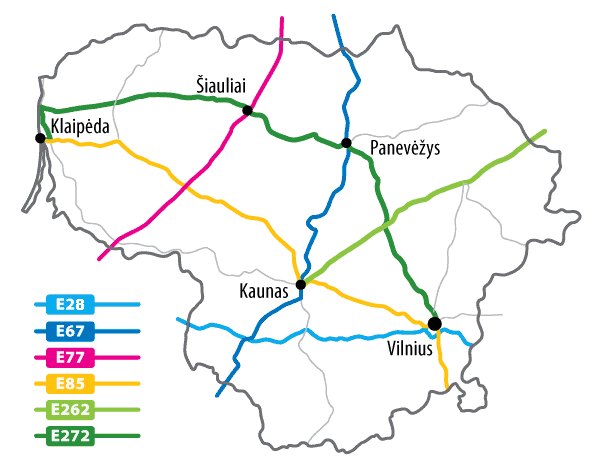
Das litauische Europastraßennetz

Das gesamte Straßennetz umfasste 2012 etwa 84.166 km, wovon 72.297 km asphaltiert sind. Litauens Straßennetz befindet sich noch im Ausbau. Die wichtigsten Verbindungen sind die Autobahnen Vilnius–Kaunas–Klaipėda (dt. Memel) und Vilnius–Panevėžys sowie die Fernstraße E 67 „Via Baltica“ von Warschau über Kaunas und Riga nach Tallinn bzw. Helsinki, die langfristig zur Vollautobahn ausgebaut werden soll. Im Bau sind zudem Autobahnen rund um Šiauliai und in der Region Telšiai.
Der Güterkraftverkehr in Litauen umfasste im Jahr 2012 insgesamt 5960 Millionen tkm, davon ungefähr 40 % inländische Transporte. Im Inland wurden im gleichen Jahr knapp 30 % der Güter auf der Straße transportiert (Modal Split, nach tkm gemessen).

#### Schifffahrt
In Klaipėda befindet sich ein wichtiger Seehafen mit Fährverbindungen in den gesamten Ostseeraum (u. a. nach Kiel) und zunehmender Bedeutung für den Frachtverkehr. Daneben sind die Memel und die Neris für die Binnenschifffahrt befahrbar, die jedoch bedeutungslos ist.

#### Fluglinien
Litauen hat vier internationale Flughäfen: Vilnius, Kaunas (in Karmėlava); selten bzw. nur saisonal angeflogen werden Palanga und Šiauliai. Es bestehen Verbindungen in zahlreiche Länder Europas. Der Einzugsbereich des Flughafens Riga in Lettland erstreckt sich bis nach Litauen.
Auch Billigflüge mit Air Baltic, Ryanair und Wizz Air werden aus deutschen Städten wie Frankfurt am Main, Hahn, Berlin, Bremen, Hamburg, Hannover, München, Düsseldorf, Dortmund und Karlsruhe angeboten.

#### Eisenbahn

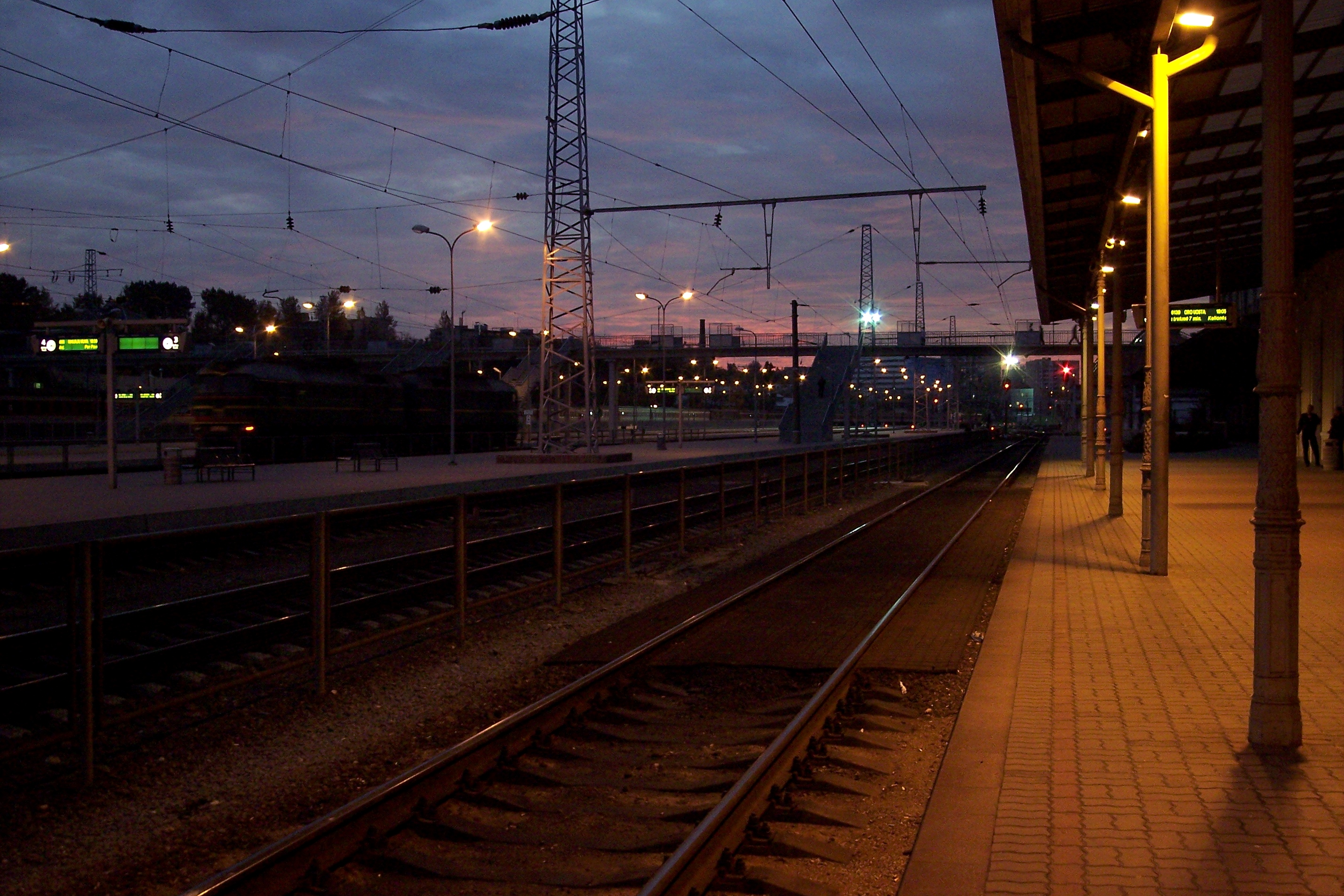
Bahnhof Vilnius (2008)

Litauens Eisenbahn verkehrt großteils (wie in der gesamten ehemaligen Sowjetunion und in Finnland) auf Breitspur von 1520 mm, während in Mitteleuropa Normalspur (1435 mm) verwendet wird. Deswegen müssen Züge von Polen ins Baltikum umgespurt werden. Hierzu werden teilweise moderne Umspursysteme wie das polnische SUW-2000-System verwendet.
Die schnellen Direktzugverkehre zwischen Vilnius und Warschau führten bis 1990 über bis dahin zur Sowjetunion gehörendes belarussisches Gebiet. Zur Vermeidung der daraus resultierenden Grenzformalitäten wird über Šeštokai (LT) und Suwałki (PL) mit dem wiedereröffneten Eisenbahn-Grenzübergang Mockava eine alternative Nebenstrecke betrieben. Seit Juni 2016 gibt es am Wochenende direkte Zugverbindungen von Polen nach Litauen (Białystok – Kaunas); das Umsteigen in Šeštokai entfällt, da die Strecke auf Normalspur umgestellt ist.
Der direkte Nachtverkehr wurde bis 2011 über eine IC-Busverbindung bedient, deren Betreiber PKP Intercity war. Diese Busverbindung ersetzte den bis 2004 zwischen Vilnius und Warschau verkehrenden direkten Nachtzug.
Seit dem 6. Januar 2025 besteht eine durchgehende Verbindung zwischen Tallin und Vilnius mit einem täglich verkehrenden Zugpaar. Zunächst musste in Riga und Valga jeweils umgestiegen werden. Seit dem 10. Februar 2025 wird zwischen Vilnius und Valga durchgehend gefahren. Die Fahrzeit über die Gesamtstrecke beträgt etwa 10 Stunden. Bis 1998 verkehrte in dieser Verbindung der „Baltic Express“. Mit Fertigstellung von Rail Baltica soll der Verkehr auf diese Infrastruktur verlegt werden.

#### Busse
Für die nationale und internationale Personenbeförderung spielt auch der Omnibusverkehr (z. B. die Fernbuslinien von Eurolines, Ecolines oder Lux-Express) eine wichtige Rolle.

### Feuerwehr
In der Feuerwehr in Litauen waren im Jahr 2019 landesweit 2845 Berufs- und 1765 freiwillige Feuerwehrleute organisiert, die in 81 Feuerwachen und Feuerwehrhäusern, in denen 224 Löschfahrzeuge und 48 Drehleitern bzw. Teleskopmasten bereitstehen, tätig sind. Die litauischen Feuerwehren wurden im selben Jahr zu 30.666 Einsätzen alarmiert, dabei waren 11.509 Brände zu löschen. Hierbei wurden 70 Tote von den Feuerwehren bei Bränden geborgen und 164 Verletzte gerettet. Die nationale Feuerwehr- und Rettungsorganisation Priešgaisrinės apsaugos ir gelbėjimo departamentas prie Vidaus reikalų ministerijos repräsentiert die litauische Feuerwehr im Weltfeuerwehrverband CTIF.

## Kultur

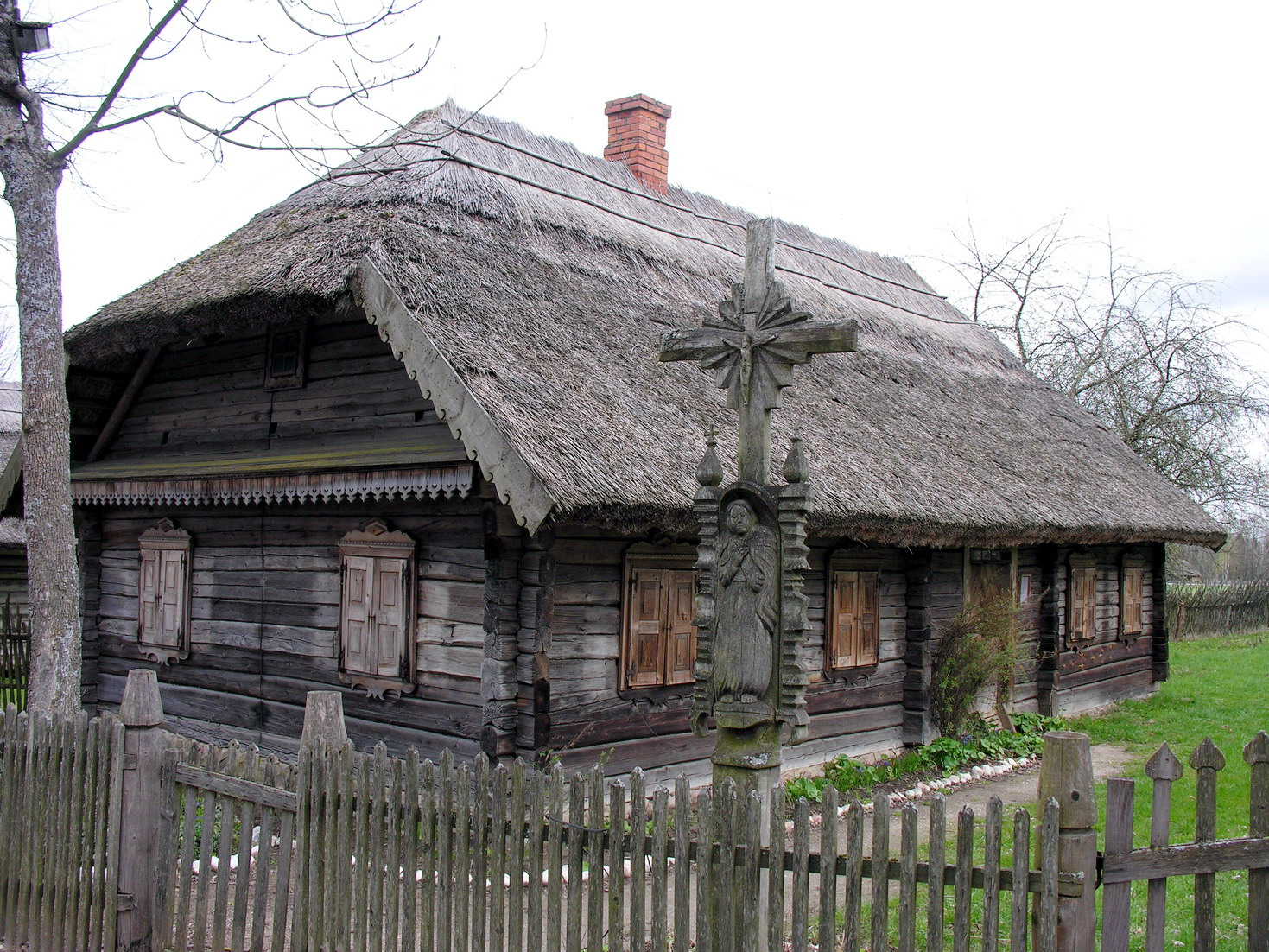
Traditionelles altes litauisches Haus

Litauen wird von vielen verschiedenen kulturellen Einflüssen geprägt. Da ist zum einen die lange Selbstständigkeit und Aufrechterhaltung einer nichtchristlichen Staatsreligion, die lange gemeinsame Geschichte mit Polen, Beziehungen zur Hanse und im Ostseeraum, Zugehörigkeit zum russischen Zarenreich. Hierher stammen die in den Großstädten nicht zu übersehenden orthodoxen Kirchen. Im Westen des Landes ist hanseatisch-nordeuropäische Tradition mit starken deutschen, dänischen und schwedischen Einflüssen sichtbar, z. B. (Backsteingotik, Fachwerkhäuser). Im Osten, besonders in Vilnius, sind vielfach polnische Kulturelemente präsent.
Die barocke Altstadt von Vilnius ist ein UNESCO-Weltkulturerbe, ebenso wie die Dünen auf der Halbinsel Kurische Nehrung (Neringa) und die archäologische Stätte Kernavė.

### Film

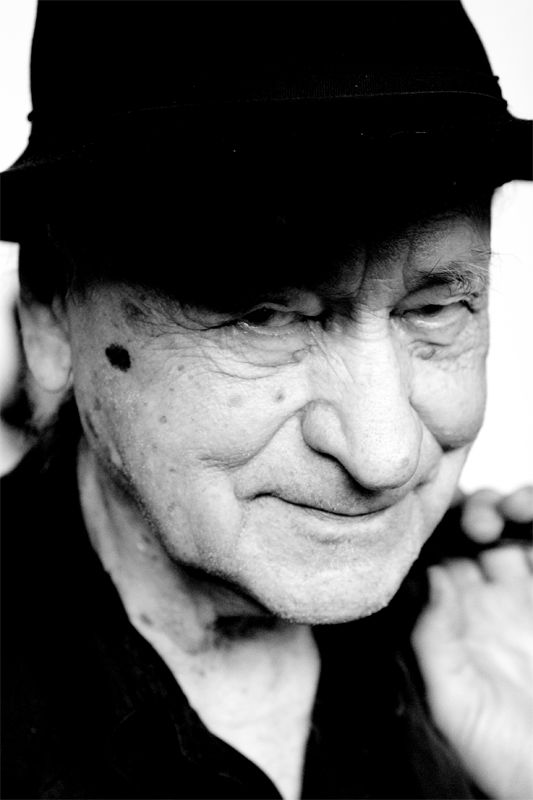
Jonas Mekas wurde oft „der Pate des amerikanischen Avantgardekinos“ genannt

Erste litauische Filme wurden bereits 1909 von nach Amerika ausgewanderten Litauern realisiert. Anfang der 1940er-Jahre wurde das Lietuvos kino studija gegründet, das zur Zeit der Sowjetunion unter staatlicher Kontrolle war und zur alleinigen Zentrale für die litauische Filmindustrie wurde. Jährlich produzierte man etwa drei bis vier Spielfilme und dreißig bis vierzig Dokumentarfilme.
Nach der Unabhängigkeit 1990 ging die Zahl der litauischen Filme stark zurück und private Unternehmen übernahmen die Filmindustrie. Filmemacher wie Arūnas Matelis und Šarūnas Bartas erhalten Aufmerksamkeit auf internationalen Filmfestivals und Algimantas Puipa ist vor allem in Litauen kommerziell erfolgreich.

### Museen und Galerien

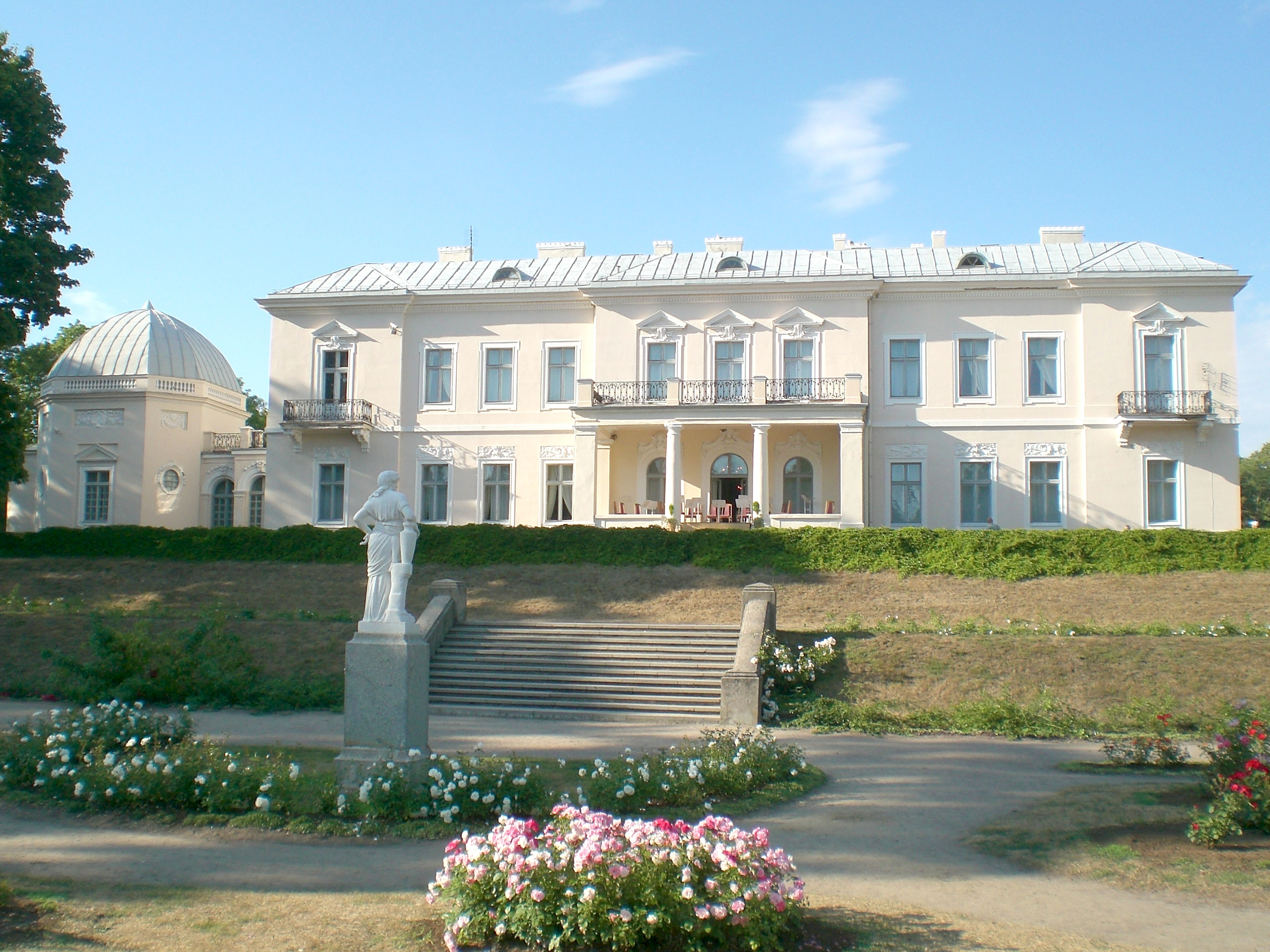
Bernsteinmuseum Palanga

Es gibt zahlreiche Museen und Galerien in Litauen. Nicht nur in den größeren Städten, sondern teilweise auch in abgelegenen Gehöften, in denen berühmte Persönlichkeiten Litauens gelebt haben.
- Nationalmuseum: Das Nationalmuseum befindet sich in Vilnius neben der Kathedrale. Weitere Filialen sind über die Stadt verteilt. Die Ausstellung ist reich an archäologischen und ethnographischen Exponaten.
- Teufelsmuseum in Kaunas: In der litauischen Mythologie und als Symbol im Alltagsleben spielt der Teufel eine wichtige Rolle. Im Gegensatz zur mitteleuropäischen Vorstellungen gilt er nicht als die Verkörperung des absolut Bösen, sondern mehr als eine Art Trickster, der den Menschen auch hilft. Deshalb finden sich in der Öffentlichkeit verhältnismäßig viele Teufels-Statuen und -Abbildungen.
- Das Bernsteinmuseum im Kurort Palanga an der Ostsee, im Schloss von Grafen Tiškevičius bietet unikale Kollektionen von Bernstein. Es gibt auch ein kleineres Bernsteinmuseum in Nida.
- KGB-Museum: Im Herzen von Vilnius befindet sich das ehemalige Gefängnis des KGB, das als Museum dient. Verschiedene Zellen und Erschießungskammern stehen zur Besichtigung.

### Symbole und Heilige

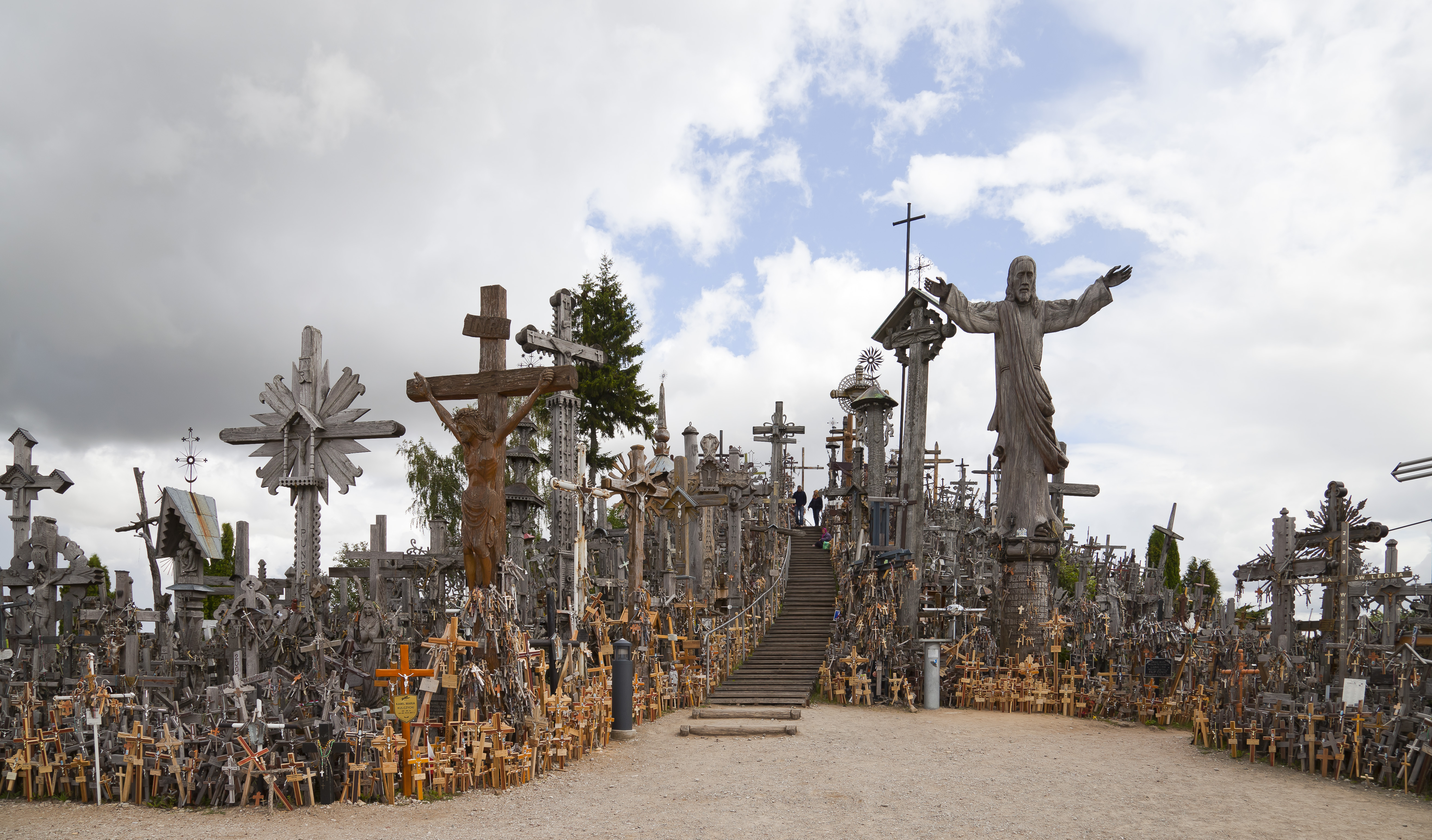
Berg der Kreuze

- Das Staatswappen zeigt einen gegen Westen reitenden Reiter (lit. vytis, zu vyti; dt. „jagen, verfolgen“). Das litauische Wappen ist seit 1366 belegt.
- Der Patron Litauens ist der Heilige Kasimir. Die Kasimirsmesse findet jedes Jahr am Wochenende vor dem 3. März in der Altstadt von Vilnius statt. Es werden Erzeugnisse des traditionellen und Kunsthandwerks angeboten und alte Künste und Gewerbe gezeigt.
- Häufig anzutreffen ist eine Skulptur des Schmerzensmannes, (lit. Rūpintojėlis; dt. „der sich kümmernde“) genannt. Diese zeigt Jesus Christus in sitzender Haltung, das Kinn auf die Hand gestützt in sinnierender Haltung. Sie ist nichtkanonisch, weshalb eine Herkunft aus der vorchristlichen Religion erwogen wird. Als Souvenirs kann man kleine Skulpturen in vielen litauischen Galerien kaufen.
- Bernstein ist ebenfalls ein typisches, häufig angebotenes Souvenir des Baltikumreisenden, auch wenn die meisten Steine aus der Oblast Kaliningrad stammen.
- Der Berg der Kreuze (lit. Kryžių Kalnas) befindet sich bei der Stadt Šiauliai (dt. Schaulen). Er symbolisiert auch den Kampf gegen Sowjetmacht und Okkupation.
- Die Weinraute, obwohl nicht in Litauen heimisch, gilt als Nationalblume. Sie war (und ist) insbesondere im Hochzeitsbrauch unabdingbar. Jetzt ist sie mithin noch in dörflichen Gärten und auf Friedhöfen anzutreffen.

### Gesellschaft
Seit der Unabhängigkeit Litauens im Jahr 1991, die von breiten Bevölkerungsschichten unterstützt wurde, ist die Zustimmung zur Demokratie hoch. Dementsprechend haben sich relativ gefestigte Institutionen entwickelt. Auch bildeten sich in Litauen zunehmend gesellschaftlich verankerte Interessengruppen heraus, die Rolle der Gewerkschaften ist allerdings eher unbedeutend.
Generell herrscht eher Skepsis gegenüber staatlichen Einrichtungen und den Entscheidungen des Parlaments.
Der Einfluss der Kirche in Litauen nahm seit der Unabhängigkeit des Landes 1991 stark zu. Homosexualität wurde 1993 zwar legalisiert, sie ist aber nach wie vor weithin ein Tabu.

### Medien
Die litauische öffentlich-rechtliche Mediengruppe, Lietuvos nacionalinis radijas ir televizija betreibt drei Fernsehsender, drei Radiostationen und ein Medienportal. Zu den meistgesehenen privaten Fernsehsendern gehören TV3 und Laisvas ir nepriklausomas kanalas (LNK).
In Litauen erscheinen einige national verbreitete Tageszeitungen, darunter die Lietuvos rytas und die deutschsprachige Baltische Rundschau.

### Sport

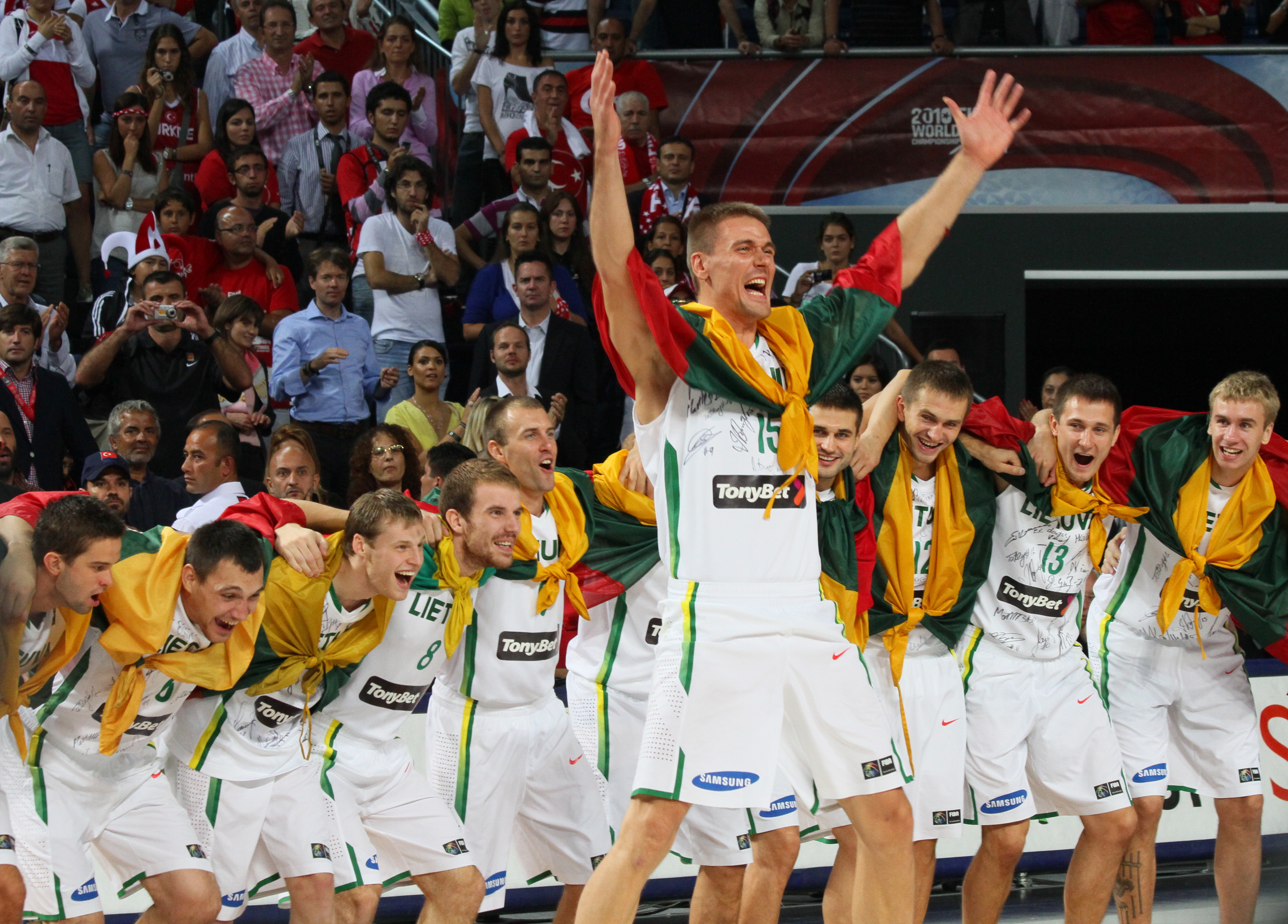
Die litauische Basketballnationalmannschaft gewann bei der Basketball-Weltmeisterschaft 2010 den 3. Platz

Basketball ist der Nationalsport in Litauen. Die litauische Basketballmannschaft zählt zu den besten Mannschaften Europas und konnte dreimal die Europameisterschaft gewinnen. Bereits 1937 und 1939 konnte Litauen die Europameisterschaften in dieser Sportart gewinnen. Diese Tradition fand ihre Fortsetzung in der sowjetischen Zeit als litauische Spieler immer wieder Teil der sowjetischen Auswahlteams waren. Bekannte Namen sind Kazys Petkevičius, Modestas Paulauskas, Sergejus Jovaiša, Arvydas Sabonis, Rimas Kurtinaitis und Šarūnas Marčiulionis. Marčiulionis gehört zusammen mit Sabonis zur Goldenen Generation litauischer Basketballspieler, die ab Anfang der 1980er-Jahre zunächst für die Sowjetunion und ab 1991 für das wieder unabhängige Litauen zahlreiche Erfolge einheimsten. Beide wurden in die Naismith Memorial Basketball Hall of Fame aufgenommen (Sabonis im August 2011, Marčiulionis 2014).
Bei den ersten Olympischen Spielen nach der wiedererlangten Unabhängigkeit konnte das litauische Basketballteam der Herren 1992 in Barcelona überraschend Bronze gewinnen, ein Erfolg, der 1996 und 2000 wiederholt werden konnte. Nach Silber 1995 wurde die neue Generation um Šarūnas Jasikevičius und Arvydas Macijauskas 2003 Europameister.
Unter den Mannschaften im Basketball zählen „Žalgiris Kaunas“ und „Lietuvos rytas Vilnius“ seit langer Zeit zu den Topadressen in Europa.

Andere Mannschaftssportarten fristen demgegenüber ein Schattendasein. Das größte Fußballstadion des Landes in Kaunas fasst gerade einmal 20.000 Zuschauer. 
Bei den olympischen Sportarten hat Litauen eine Tradition guter Werfer (Romas Ubartas und Virgilijus Alekna) sowie Radfahrer und Ruderer.
Der litauische Tennisspieler Ričardas Berankis erreichte im Jahr 2007 Platz eins der Juniorenweltrangliste und schaffte es im November 2010, als erster Litauer in die Top 100 der Weltrangliste einzuziehen. Mit Laurynas Grigelis gibt es noch einen weiteren Tennisspieler aus Litauen, der aktuell in den Top 300 steht.
Im Sommer 2011 fand die Basketball-Europameisterschaft in Litauen statt.
Special Olympics Litauen wurde 1989 gegründet und nahm mehrmals an Special Olympics Weltspielen teil.